# 山陽本線
山陽本線（日语：／ San'yō honsen */?）是一條連結兵庫縣神戶市中央區的神戶站至福岡縣北九州市門司區的門司站，沿瀨戶內海行走的鐵路線（幹線）。除本線外，也設有通稱「和田岬線」的兵庫站－和田岬站支線。神戶站－下關站間與和田岬線由西日本旅客鐵道（JR西日本）、下關站－門司站間由九州旅客鐵道（JR九州）管轄。一般簡稱為山陽線。
另外，廣義上山陽新幹線的新神戶站至小倉站的路段也包括山陽本線，但此條目只記載在來線的山陽本線的概要與沿革等。新幹線參見「山陽新幹線」，而在來線的部分地域詳細資料參見以下條目。
- JR神戶線（神戶站－姬路站間）
- 山陽本線 (廣島地區)（白市站－岩國站間）

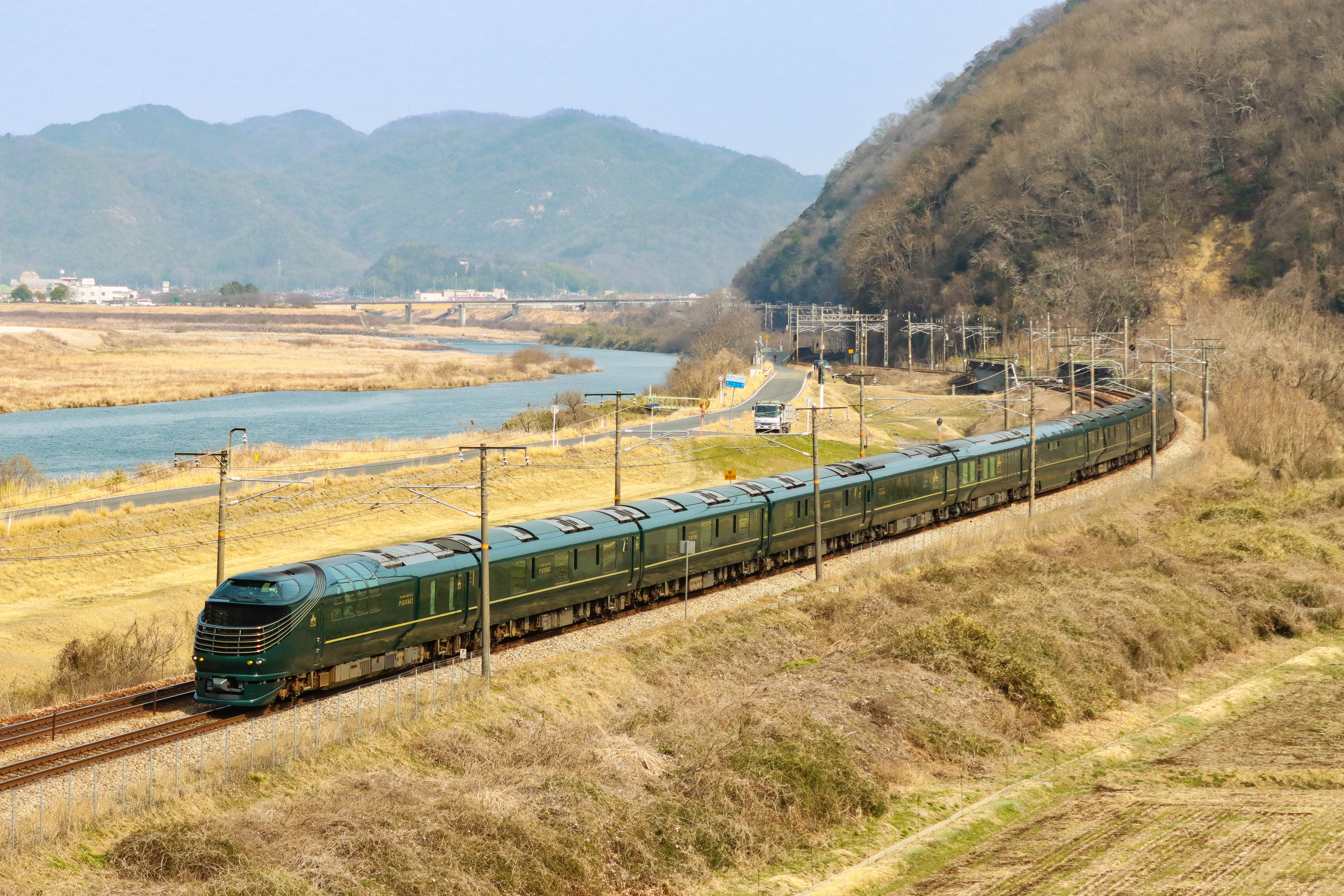
和氣站至熊山站間的黃昏特快瑞風號 (2023年3月)

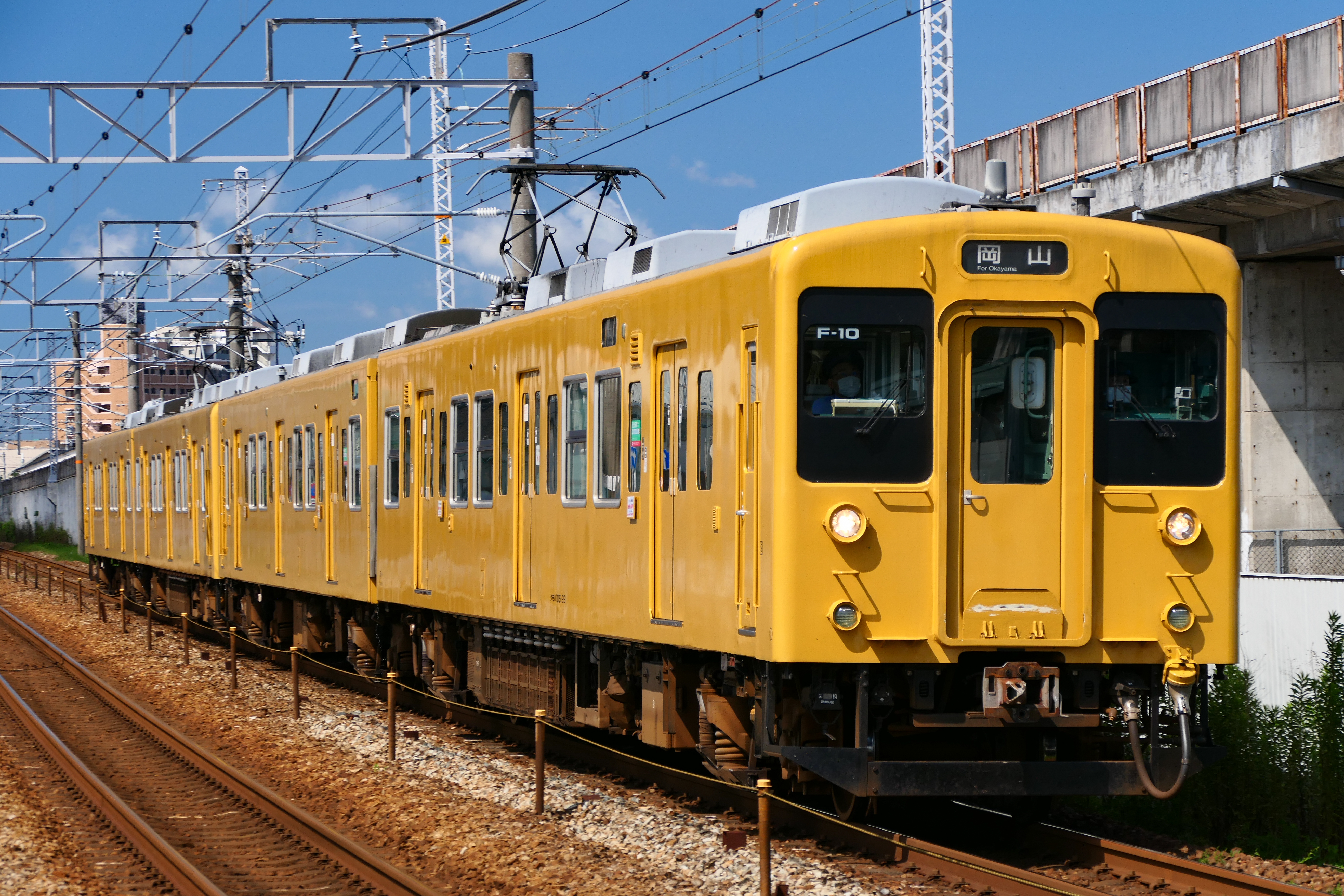
倉敷站至中庄站間的國鐵105系電聯車 (2023年7月)

- 和田岬線（兵庫站－和田岬站間）

## 概要
山陽本線為由神戶站為終點的東海道本線向西延長，由神戶經岡山、福山、廣島、山口、下關等瀨戶内海沿海各都市，直至北九州的門司的鐵路線。與東海道本線間有普通、快速、新快速、特急、貨物列車直通運行，因此亦統稱為「東海道・山陽本線」。
原來有東京和京阪神與中國地方、九州連結的長距離旅客列車運行，但山陽新幹線開業後，長距離旅客輸送的角色交付給新幹線，並行的山陽本線改以地域輸送為中心，不設全線行走的定期旅客列車，而倉敷站 - 門司站間沒有特急列車行走。另一方面，日本貨物鐵道（JR貨物）的貨物列車則全區間運行，大多更直通運行至東海道本線。
西半區間由於有「瀨野八」之稱的瀨野站 - 八本松站間有高達22.6‰的陡坡和曲線半徑300m的急彎存在，因此成為本線加速的重大障礙。
神戶站－姬路站間與東海道本線的大阪站－神戶站間設有JR神戶線的䁥稱。另外，神戶站－相生站間與和田岬線根據旅客營業規則位於「大阪近郊區間」，神戶站－西明石站間位於「電車特定區間」。電車特定區間成為四線鐵路，新快速、特急、貨物列車主要行走列車線，快速列車與普通電車行走電車線。
一部分路段位於JR西日本的IC乘車卡「ICOCA」的使用範圍，以及JR九州的IC乘車卡「SUGOCA」的使用範圍。當中ICOCA的使用範圍，神戶站－相生站間與和田岬線都位於ICOCA近畿圈地域，和氣站－三原站間位於岡山、廣島地域的岡山、福山地區，三原站－南岩國站間位於岡山、廣島地域的廣島地區。但是，近畿圈地域的西端相生站與岡山、廣島地域的東端有和氣站、有年站、上郡站、三石站、吉永站不位於「ICOCA」的使用範圍，與此同時該路段亦無法使用（即近畿圈地域與岡山、広島地域互相使用）（2018年夏兩地域將統合，有年站、上郡站、三石站、吉永站將可使用）。
另外，下關站－門司站間位於SUGOCA的福岡、佐賀、熊本、大分地域內。但是，ICOCA地域與SUGOCA地域不能使用IC乘車卡互相通行。
線路色方面，JR神戶線區間設定為「藍」，姫路站以西則沒有特別設定。岡山支社為「綠」、廣島支社為「藍」、有各支社獨自設定的線路色。
支社與鐵道部的管轄劃分如下。
- 神戶站－上郡站間、兵庫站－和田岬站間…JR西日本近畿統括本部（日语：西日本旅客鉄道近畿統括本部）
- 上郡站（構內除外）－新倉敷站（構內除外）間…JR西日本岡山支社（日语：西日本旅客鉄道岡山支社）
- 新倉敷站－糸崎站間…JR西日本岡山支社瀨戶內地域鐵道部（日语：せとうち地域鉄道部）
- 糸崎站（構內除外）－白市站（構內除外）間…JR西日本廣島支社（日语：西日本旅客鉄道広島支社）三原地域鐵道部（日语：三原地域鉄道部）
- 白市站－大竹站間…JR西日本廣島支社
- 大竹站（構內除外）－四辻站（構內除外）間…JR西日本廣島支社德山地域鐵道部（日语：徳山地域鉄道部）
- 四辻站－厚狹站（構內除外）間…JR西日本廣島支社山口地域鐵道部（日语：山口地域鉄道部）
- 厚狹站－下關站間…JR西日本廣島支社下關地域鐵道部（日语：下関地域鉄道部）
- 下關站（構內除外）－門司站間…JR九州鐵道事業本部（日语：九州旅客鉄道鉄道事業本部）

### 路線資料
※詳細路線圖請參考：山陽本線 (姬路－白市)RDT、山陽本線 (岩國－門司)RDT
- 管轄、路線距離（營業距離）：全長537.1公里（支線除外的神戶站－門司站間是534.4公里）
  - 西日本旅客鐵道（第一種鐵道事業者）
    - 神戶站－下關站間 528.1公里[1]
    - 兵庫站－和田岬站間 2.7公里[1]（和田岬線）

  - 九州旅客鐵道（第一種鐵道事業者）
    - 下關站－門司站間 6.3公里[3]

  - 日本貨物鐵道（第二種鐵道事業者）
    - 神戶站－北九州貨物總站（日语：北九州貨物ターミナル駅）間（534.4公里）[7]
- 軌距：1067毫米
- 規格（日语：線路等級）：
  - 神戶站－下關站間 甲線
  - 兵庫站－和田岬站間 不明
  - 下關站－門司站間 甲線
- 站數：131個（包括起終點站）
  - 旅客站：127個
    - JR西日本：126個
    - JR九州：1個（下關站除外）
      - 若只限屬於山陽本線的旅客站，排除屬於東海道本線的神戶站與屬於鹿兒島本線的門司站[8]則為125個（全部屬於JR西日本，山陽本線沒有屬於JR九州的車站）。

  - 貨物站：4個（旅客併設站除外）
- 複線路段：
  - 四線：
    - 神戶站－西明石站間 22.8公里
    - 海田市站－廣島站間 6.4公里

  - 複線：
    - 西明石站－海田市站間 275.5公里
    - 廣島站－門司站間 208.0公里（下關站－門司站間是單線並列（日语：単線並列））

  - 單線：兵庫站－和田岬站間
- 電氣化路段：全線（直流電1500V，只限門司站構內交流電20,000V、60 Hz）
- 閉塞方式：
  - 自動閉塞式：下記以外
  - 特殊自動閉塞式（軌道回路檢知式）：和田岬線
- 保安裝置
  - 神戶站－上郡站間：ATS-P（據點P方式）與ATS-SW
  - 白市站－岩國站間：ATS-DW及ATS-SW
  - 上郡站－白市站間、岩國站－下關站間、兵庫站－和田岬站間：ATS-SW
  - 下關站－門司站間：ATS-SK
- 最高速度：
  - 神戶站－姬路站間 130公里/小時（西明石站－兵庫站間的電車線是120公里/小時）
  - 姬路站－下關站間 120公里/小時
  - 下關站－門司站間、兵庫站－和田岬站間 85公里/小時
- 運轉指令所（日语：運転指令所）：
  - 神戶站－上郡站間 大阪綜合指令所（日语：大阪総合指令所）
  - 上郡站－糸崎站間 岡山綜合指令所
  - 糸崎站－下關站間 廣島綜合指令所
  - 下關站－門司站間 博多綜合指令中心
- 列車運行管理系統（日语：列車運行管理システム）
  - JR京都、神戶線運行管理系統（日语：アーバンネットワーク運行管理システム）（神戶站－上郡站間）
  - 山陽線運行管理系統（上郡站－三原站間，兩站的構內除外）

上述的距離以途經柳井站為準。通過岩國站－櫛濱站間的車費、料金以途經最短路段岩德線計算（經路特定區間）。岩德線的岩國站－櫛濱站間的營業距離43.7公里，換算距離48.1公里，神戶站－門司站間的車費、料金計算的營業距離是512.7公里，車費計算距離是517.1公里。

## 運行形態
與東海道本線相同，都市間輸送由山陽新幹線負責，運行全線的列車只有夜行列車。

### 地域輸送
以姬路站為界線，在界線前後的運輸系統截然不同。姬路站以東的JR神戶線路段因為要與私鐵（山陽電氣鐵道．神戶高速鐵道）競爭，所以設有新快速列車以作都市間的高速運輸。該等新快速列車在停靠姬路站之後會轉為各站停車，所有從JR神戶線而來的列車均以上郡站作終點站，但其實很多列車會在上郡站之前的相生站轉到赤穗線行走至播州赤穗站作終點站。

### 優等列車
- 日間列車
  - 濱風（KIHA189系氣動車、神戶站 - 姫路站間）
  - 超級白兔（スーパーはくと）（智頭急行HOT7000系氣動車、神戶站〈通過〉 - 上郡站間）
  - 超級因幡（スーパーいなば）（KIHA187系氣動車、上郡站 - 岡山站間）
  - 八雲（381系電車、岡山站 - 倉敷站間）
- 夜行列車
  - Sunrise瀨戶（サンライズ瀬戸）（285系電車、神戶站〈通過〉 - 岡山站間）
  - Sunrise出雲（サンライズ出雲）（285系電車、神戶站〈通過〉 - 倉敷站間）

## 使用車輛
特急列車参照「#優等列車」。
他線之直通車輛参照該當路線記事。以下使用車輛全部皆為電聯車。網干車為網干總合車輛所所屬車、岡山車為岡山電車區所屬車、廣島車為下關總合車輛所廣島支所所屬車、下關車為下關總合車輛所運用檢修中心所屬車。
- JR神戶線快速、新快速（神戶站 - 上郡站間）
  - 221系（網干車：快速）
  - 223系
    - 1000・2000番台（新快速・快速）
    - 6000番台（網干車：快速）

  - 225系0番台（網干車：新快速・快速）
- JR神戶線普通（神戶站 - 加古川站間）
  - 207系
  - 321系

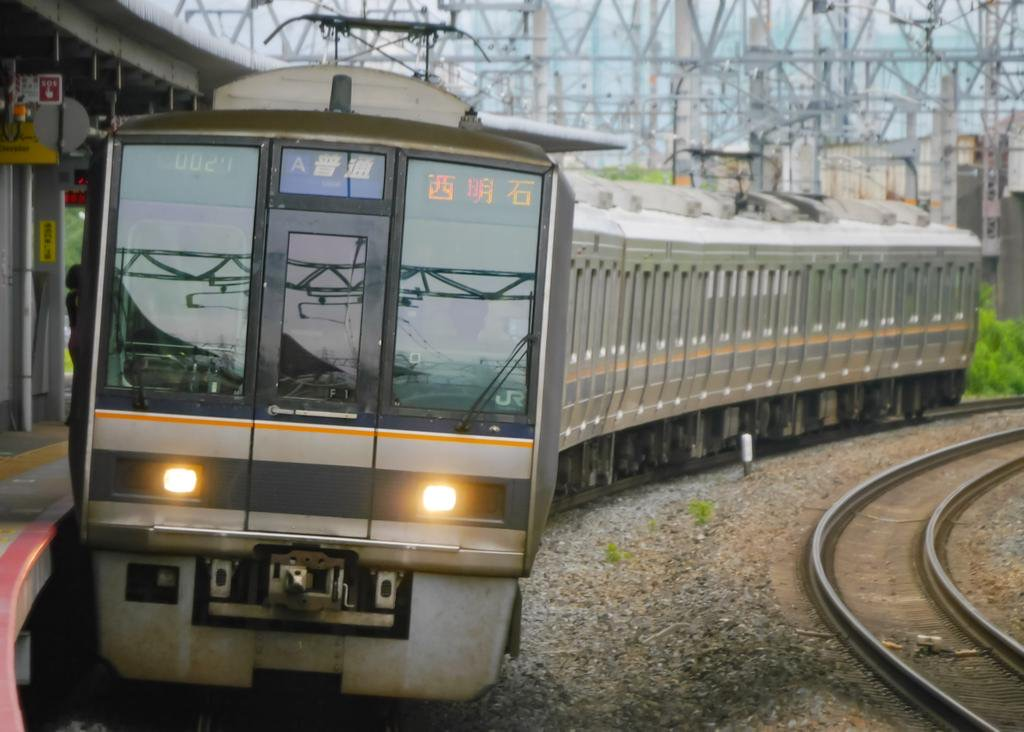
207系
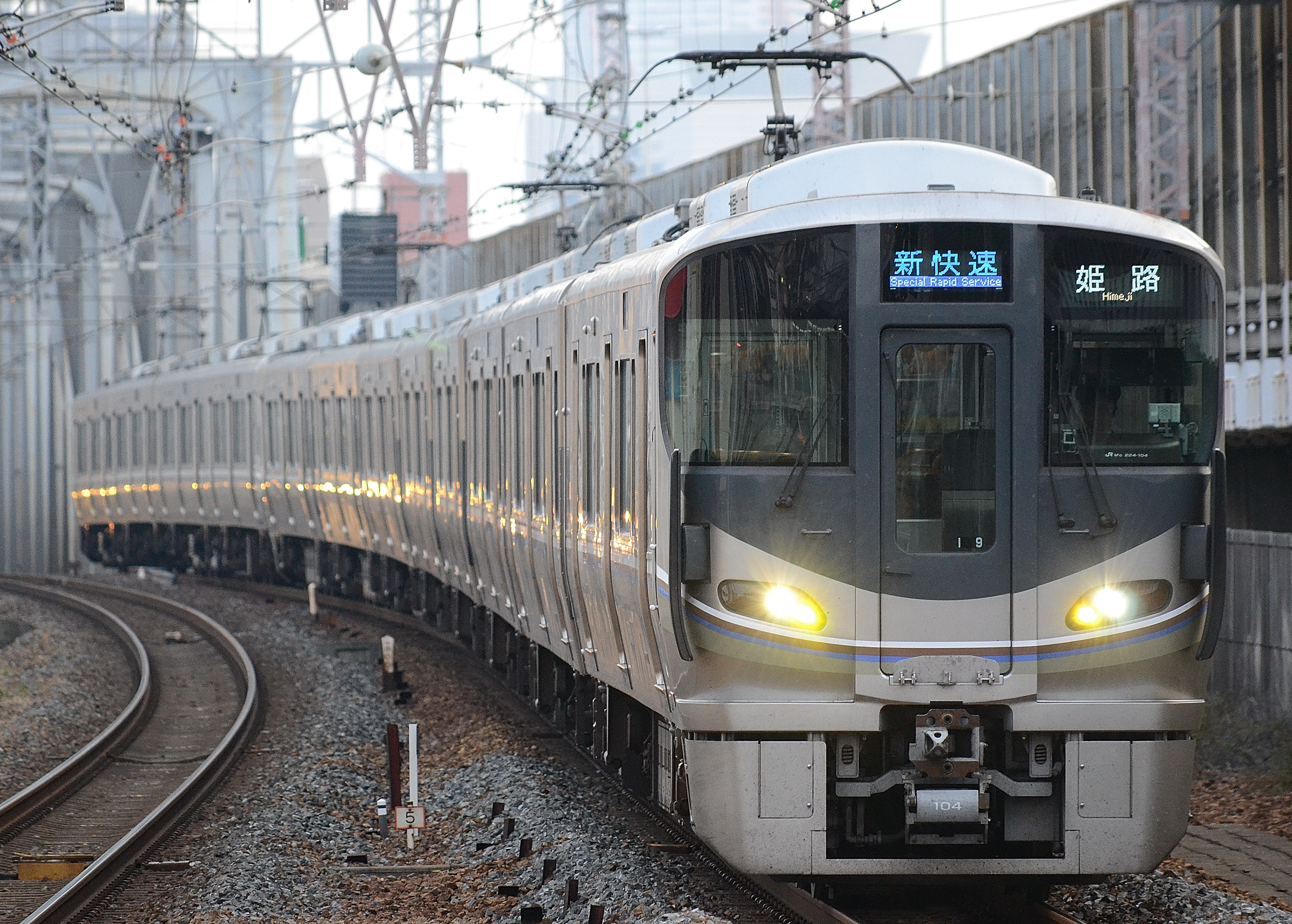
225系

- 姫路站 - 下關站間快速、普通
  - 103系（海田市站 - 由宇站間）
  - 105系（岡山車：岡山站 - 福山站間、廣島車：糸崎站 - 三原站間、海田市站 - 橫川站間、下關車：新山口站 - 下關站間）
  - 113系（岡山車：東岡山站 - 三原站間、廣島車：瀨野站 - 由宇站間）
  - 115系（岡山車：姫路站 - 岩國站間、廣島車：和気站 - 新山口站間、下關車：三石站 - 下關站間）
  - 117系（岡山車：和気站 - 三原站間、下關車：新山口站 - 下關站間）
  - 213系（岡山車：吉永站 - 三原站間）
- 下關站 - 門司站間普通
  - 415系
- 兵庫站 - 和田岬站間普通
  - 207系

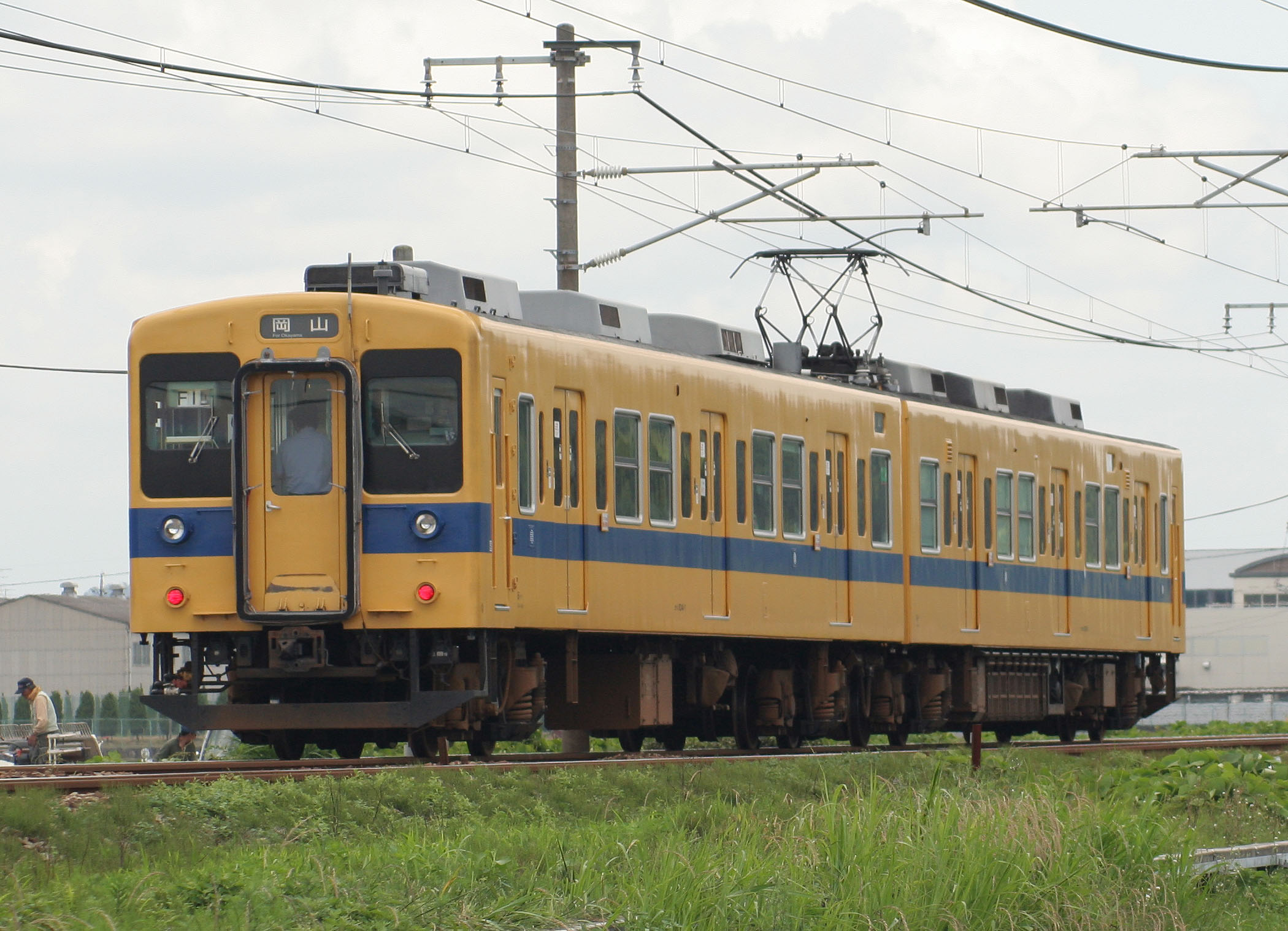
105系（岡山地區）
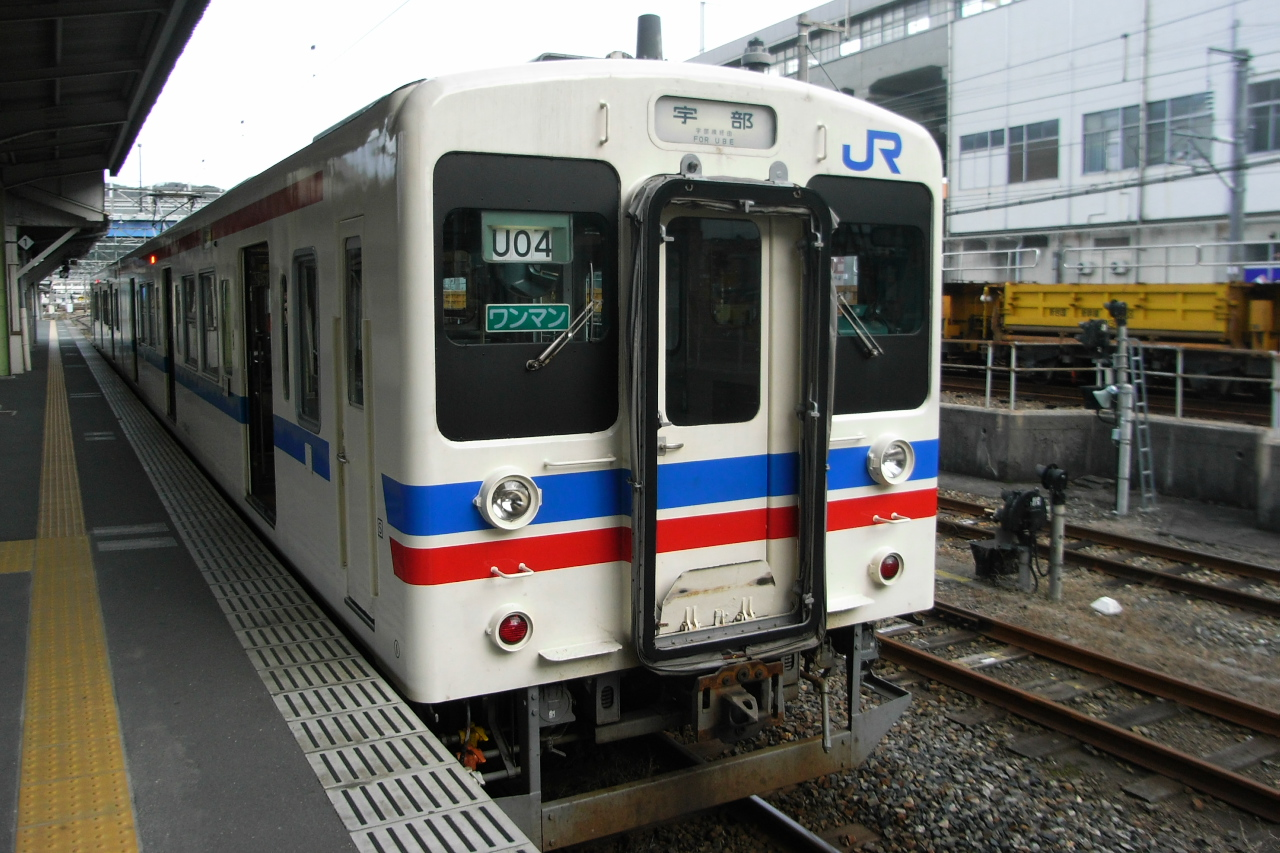
105系（山口地區）
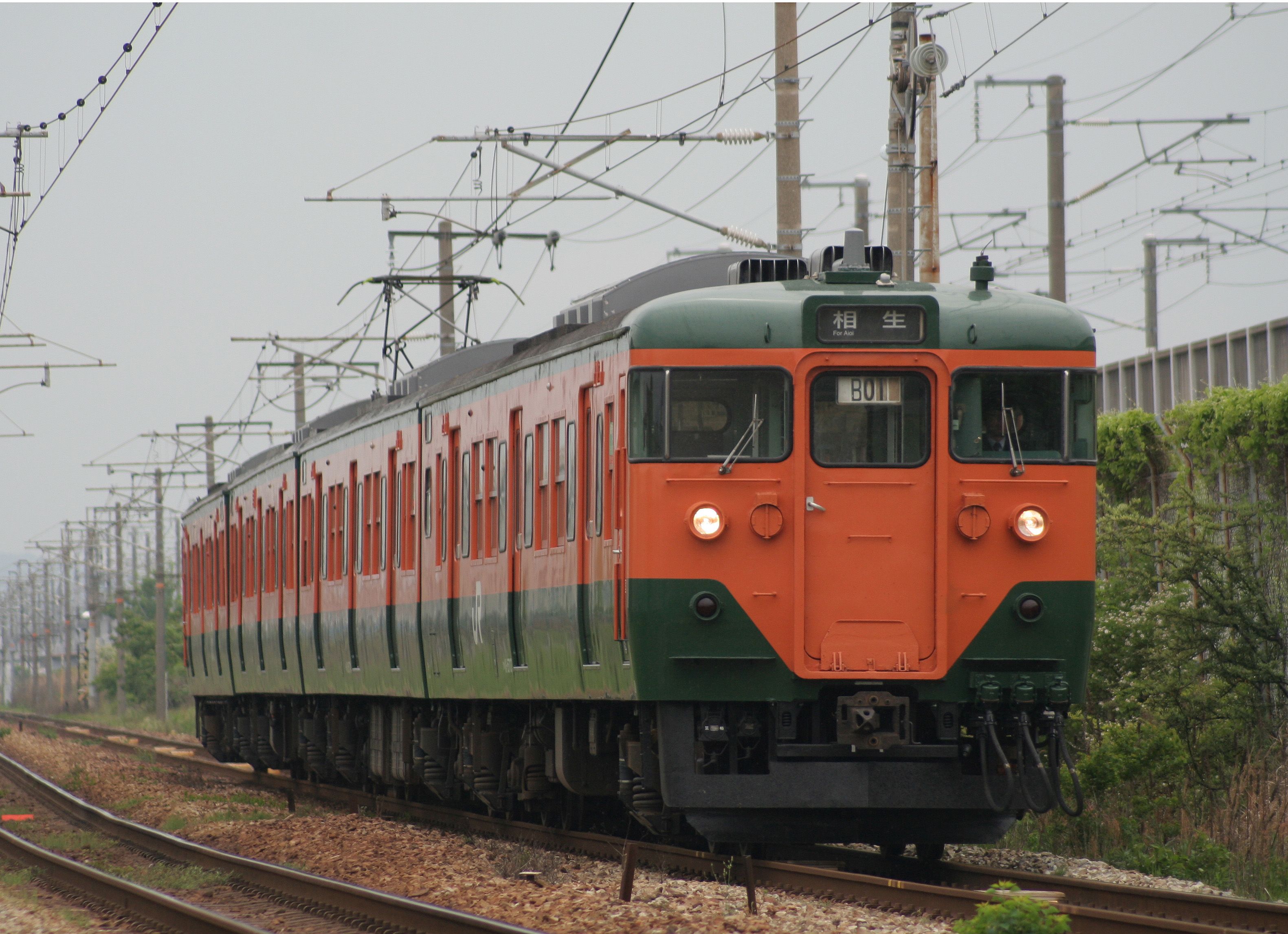
113系（岡山・山口地區）
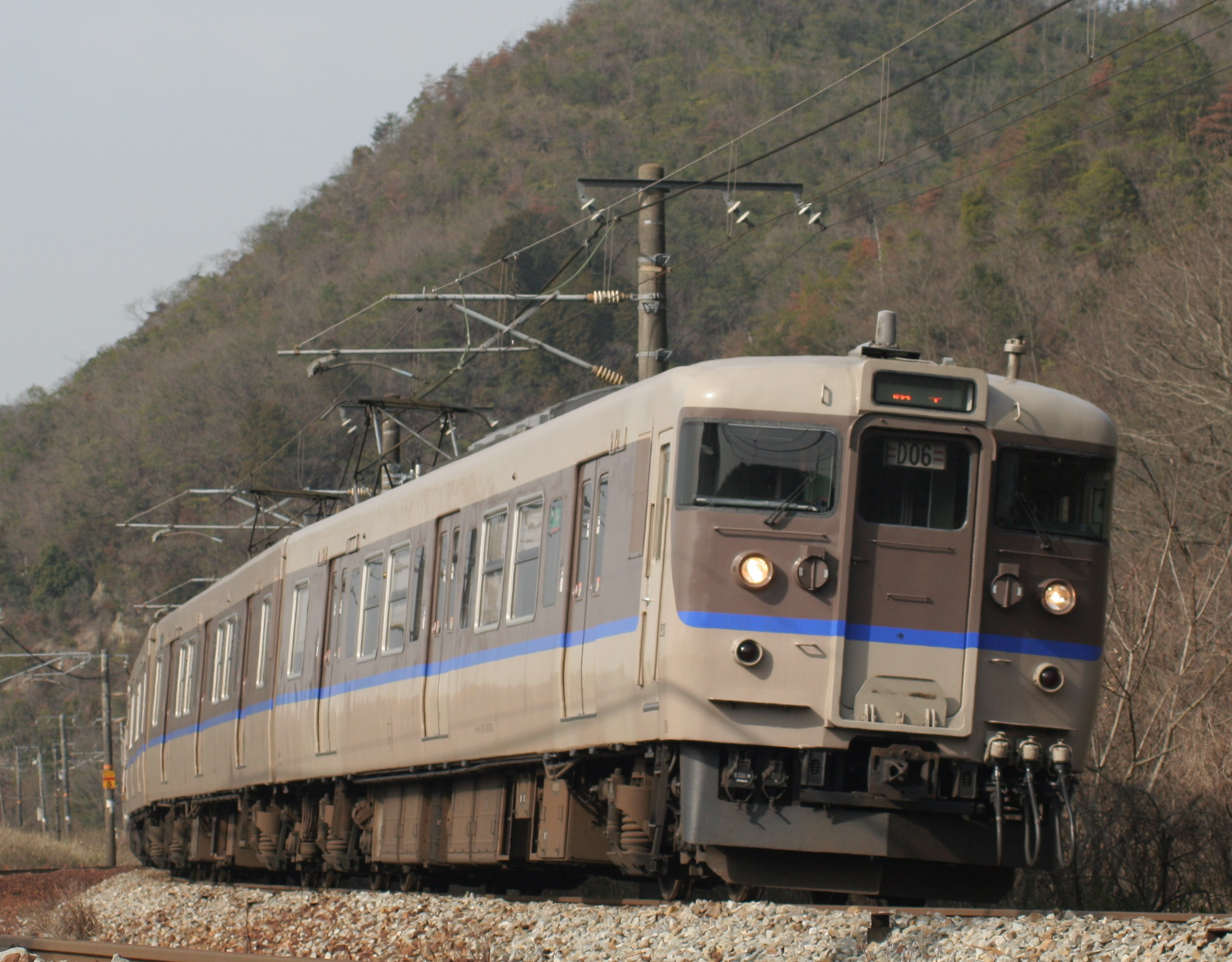
115系（岡山・山口地區）
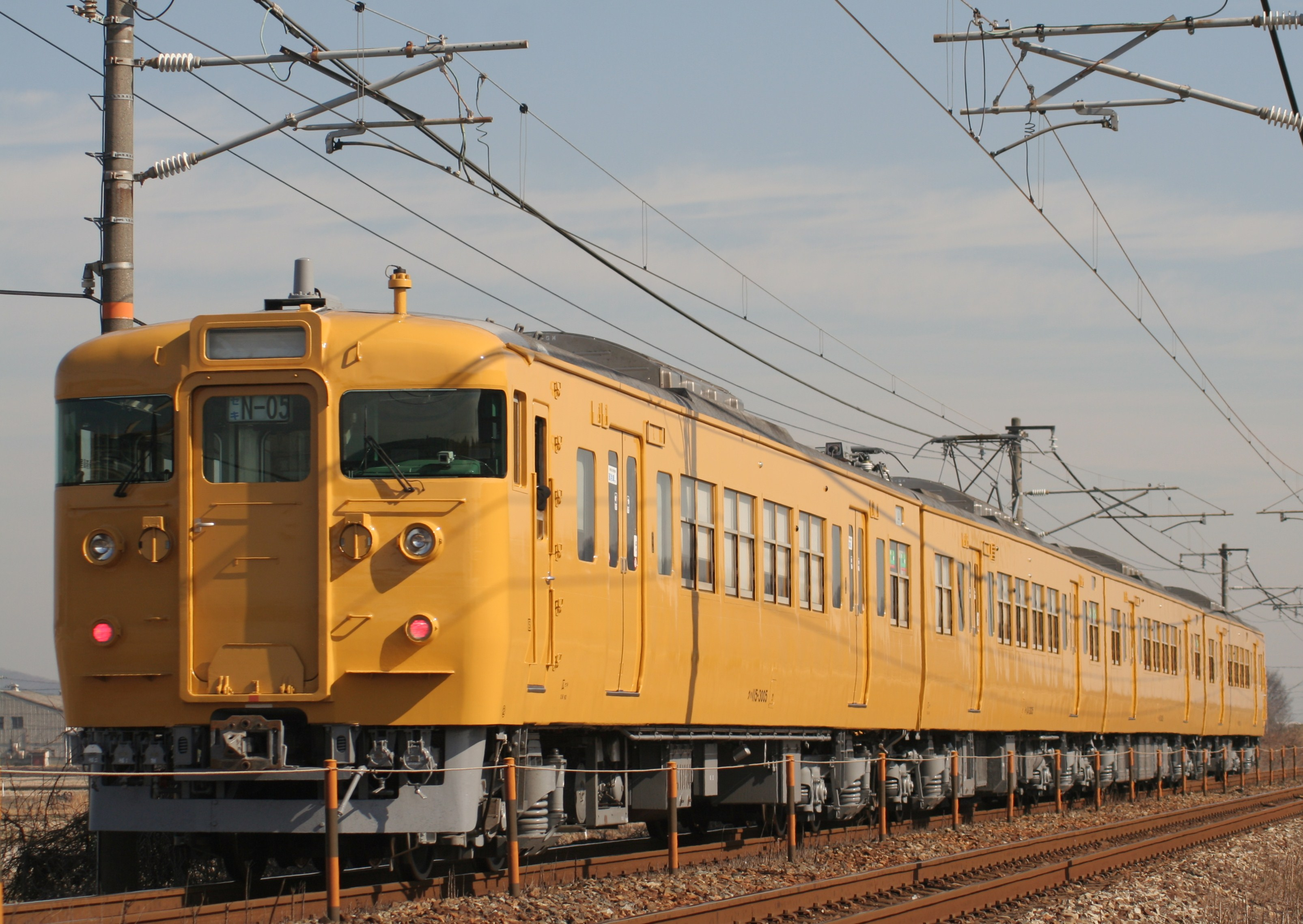
115系（山口地區）
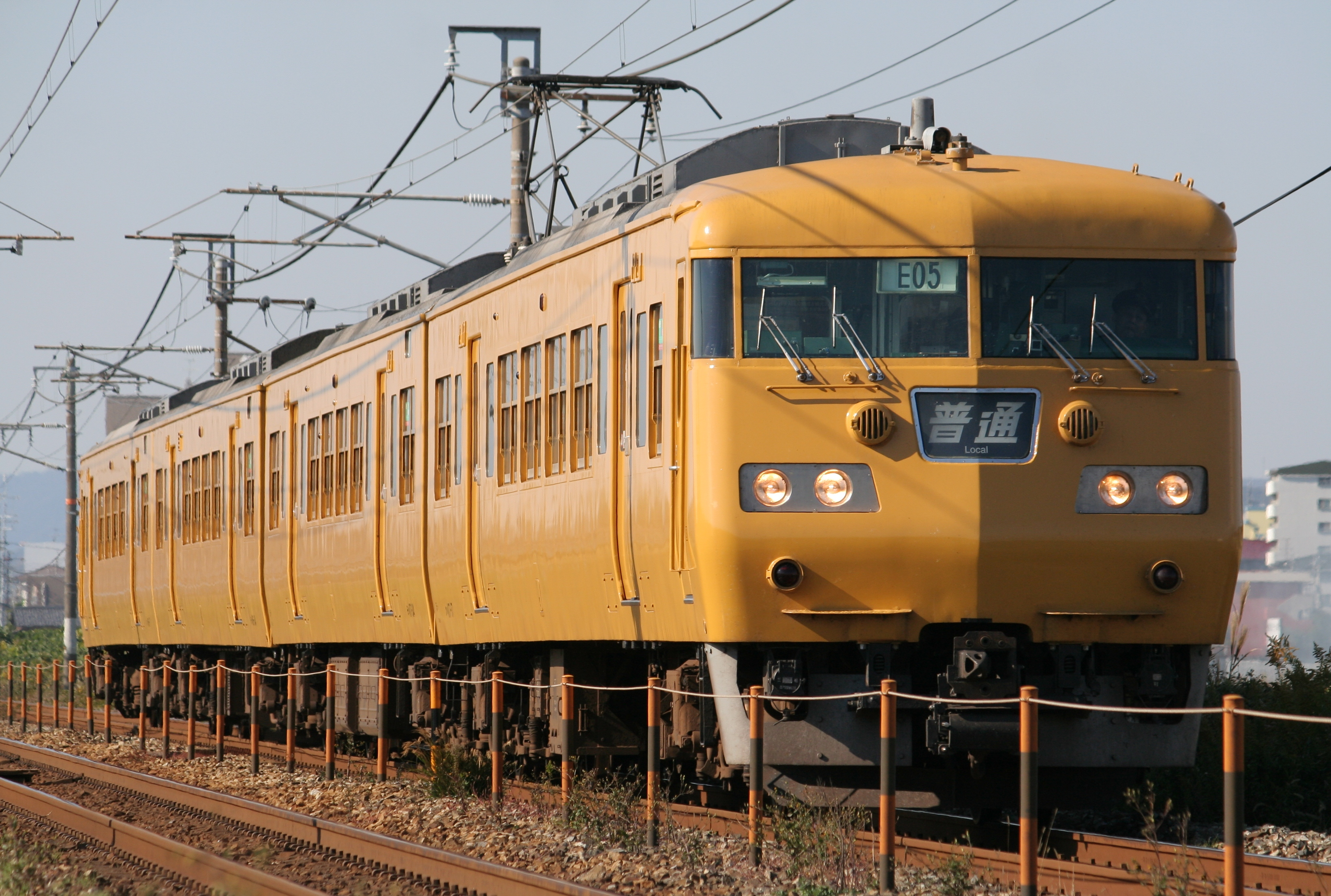
117系（岡山地區）
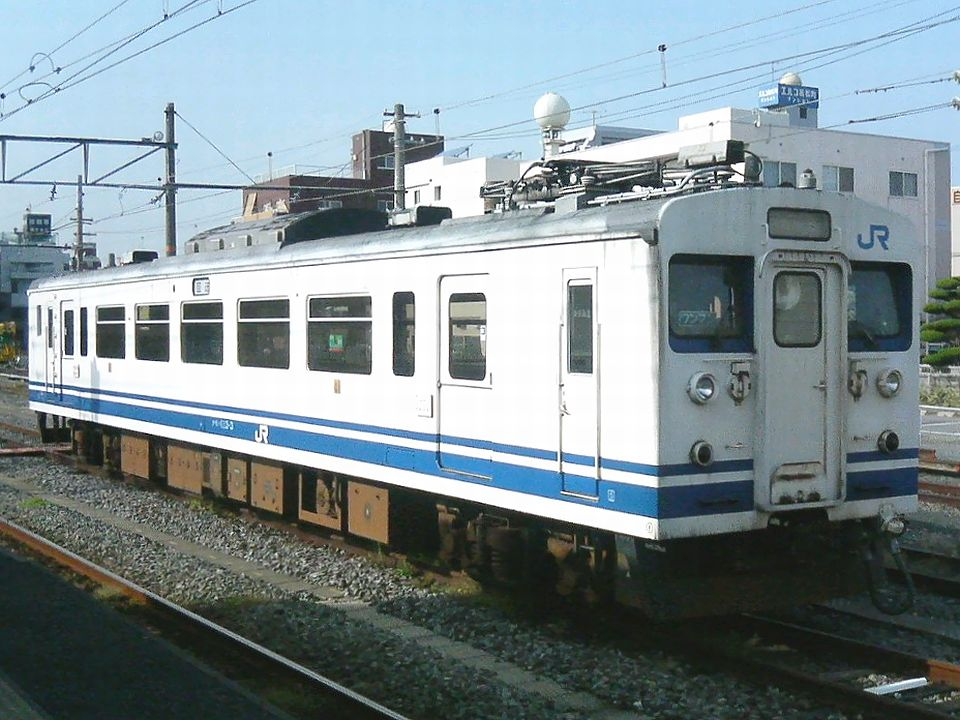
123系（山口地區）
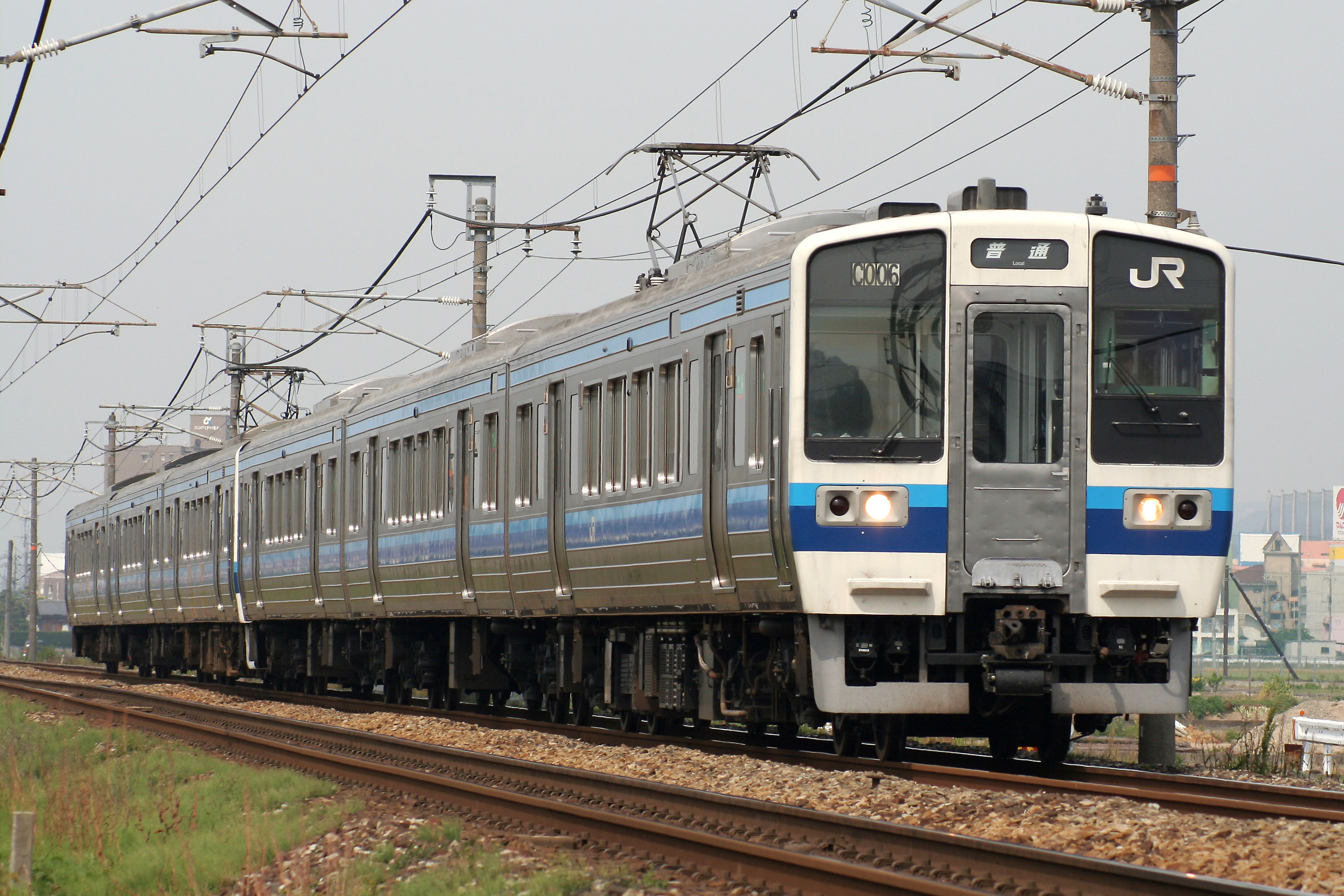
213系（岡山地區）
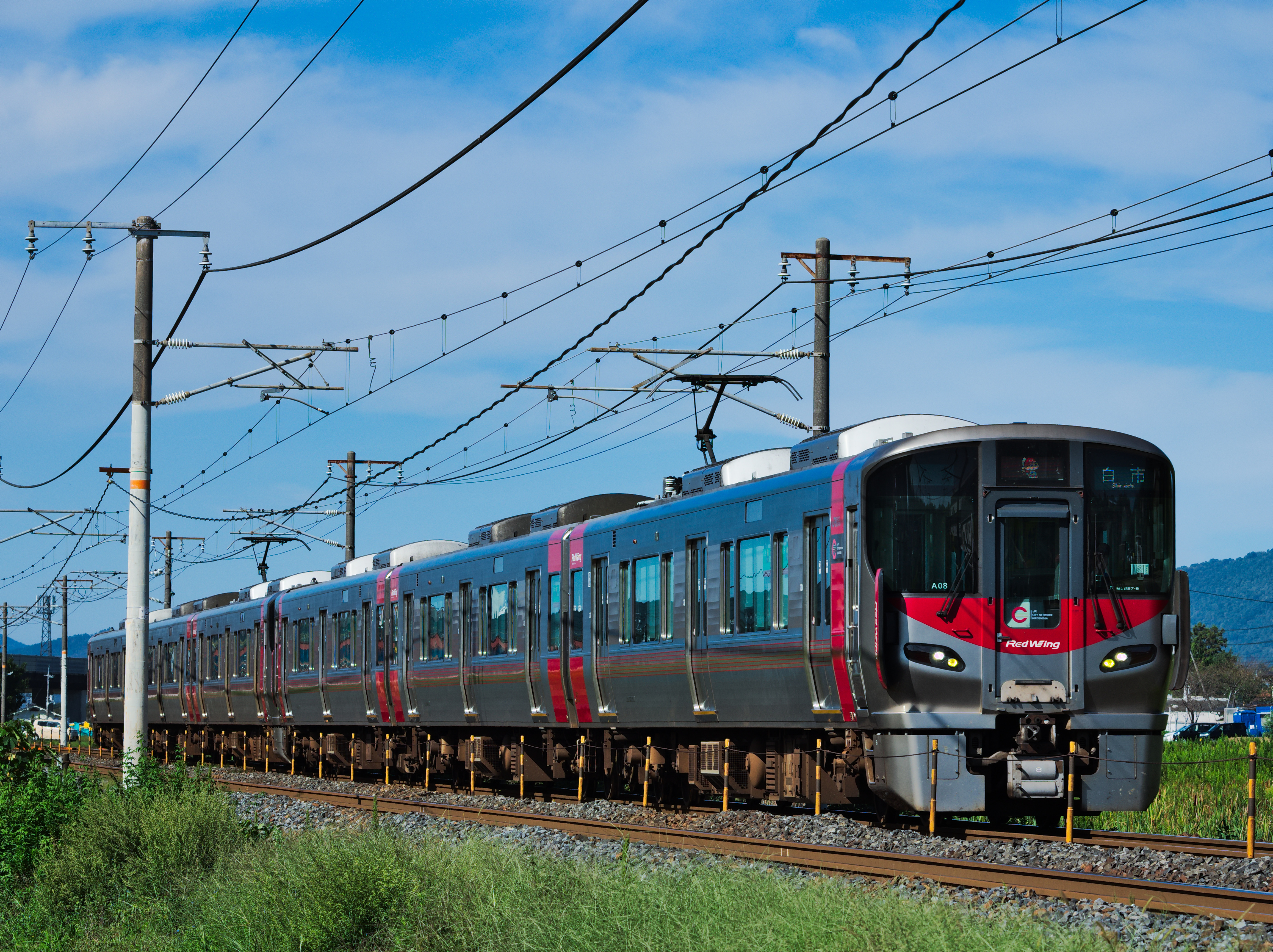
227系（廣島地區）
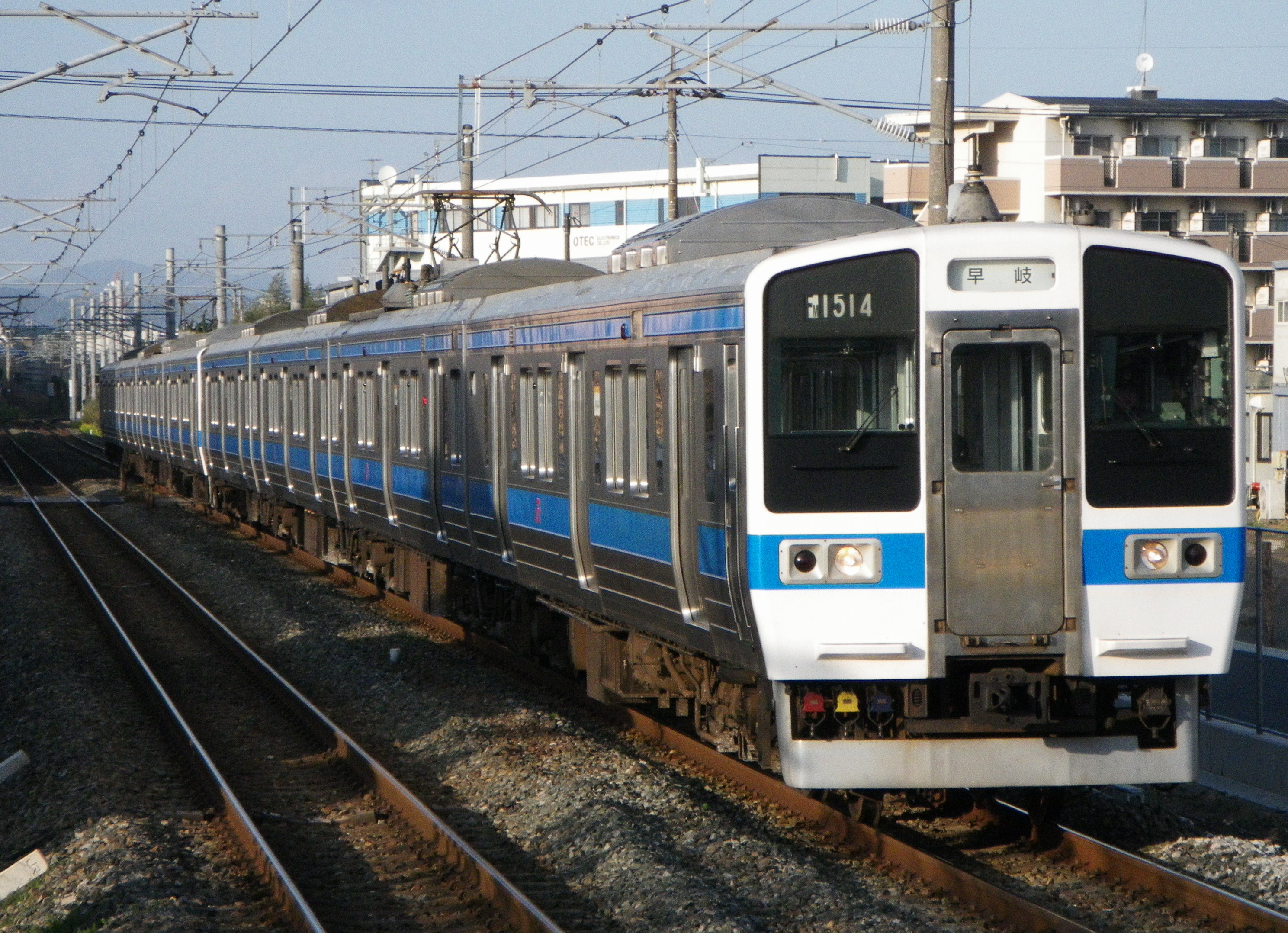
415系（關門隧道區間）

另外，廣島地區已逐步導入新型車輛227系。

## 歷史

### 概略
神戶站至下關站是由私鐵山陽鐵道開通。1888年兵庫站～明石站間開業、翌年神戶站、龍野站開通。以後路線順次往西延伸，1901年開通至馬關站（現在的下關站）。山陽鐵道於1906年基於鐵道國有法而國有化，成為官營鐵道山陽本線。
現在的岩德線於1934年全通。距離比較短的岩德線編入山陽本線，舊有經柳井的線路改為柳井線。但由於現岩德線有不適合當時蒸氣機關車牽引運行的長大隧道（欽明路隧道，3149m）存在，1944年含柳井線的神戶～下關間全線複線化完成後，柳井線再被編入山陽本線，岩國～周防高森～櫛濱間再成為岩德線。
下關站至九州間於山陽鐵道時代用鐵道連絡船來連接，1942年世界最初的海底隧道關門隧道開通，山陽本線延長至門司站。
和田岬線以外的全線電氣化於1964年完成，把同年開通的東海道新幹線連接往西日本各地的特急列車、急行列車運行頻繁。其後，山陽新幹線於1972年至岡山站、1975年至博多站開業，山陽本線行走的部份特急被廢止。此後，除了臥舖特快和貨物列車以外，以地域內輸送為主。
2018年7月5日，西日本豪雨後，山陽本線海田市車站至三原車站及柳井車站至德山車站等路段因土石流入軌道、變電所淹水及路基沖刷流失等災害受損而暫停行駛列車，據JR西日本預估需至少一個月以上才能修復通車。由於山陽本線是關西地區往來九州地區之間唯一的貨物列車行駛路線，因此造成JR貨物此路段鐵路貨物運輸全面停擺，影響每日三萬噸的運量，JR貨物從7月12日起暫改以海運及公路運輸。8月28日起，暫以經由伯備線、山陰本線及山口線繞道的方式行駛一部份貨物列車。經兩個多月的維修後，於9月30日起全線恢復通車。

### 年表

#### 山陽鐵道
- 1888年11月1日 山陽鐵道 兵庫～明石間開業。
  - 12月23日 明石～姬路間開業。
- 1889年8月 垂水站改名舞子站（現在的垂水站）。
  - 9月1日 神戶～兵庫間複線開業。神戶站連接官營鐵道。
  - 11月11日 姬路～（暫）龍野間開業。
- 1890年7月8日 兵庫～和田崎（現在的和田岬）間貨物線開業。
  - 7月10日 （暫）龍野～有年間開業。現在的龍野站開業。
  - 12月1日 有年～（暫）三石間開業。
- 1891年3月18日 （暫）三石～岡山間開業。現在的三石站開業。
  - 4月25日 岡山～倉敷間開業。
  - 7月14日 倉敷～笠岡間開業。
  - 9月11日 笠岡～福山間開業。
  - 11月3日 福山～尾道間開業。
- 1892年7月20日 尾道～三原（現在的糸崎）間開業。
- 1894年6月10日 糸崎～廣島間開業。三原站改名糸崎站。
- 1895年4月4日 上郡站、八本松站開業。
- 1896年7月1日 （暫）鹽屋站、（暫）舞子公園站（現在的舞子站）開業。
- 1897年9月25日 廣島～德山間開業。
  - 12月26日 萬富站、大門站開業。
- 1898年3月17日 德山～三田尻（現在的防府）間開業。
- 1899年1月1日 兵庫～姬路間複線化完成。
  - 4月1日 舞子站改名垂水站、舞子公園站改名舞子站。
  - 5月5日 岩田站開業。
  - 12月8日 五日市站開業。
- 1900年4月1日 鷹取站開業。
  - 4月18日 御着站開業。
  - 5月14日 寶殿站開業。
  - 12月3日 三田尻～厚狹間開業。
- 1901年5月27日 厚狹～馬關（現在的下關）間開業、神戶～馬關間全通。
  - 8月4日 金神站（現在的金光站）開業。
- 1902年3月1日 阿彌陀站改名曾根站。
  - 6月1日 馬關站改名下關站。
- 1903年12月 海田市～廣島間複線化。
- 1906年1月1日 長岡站改名西大寺站（現在的東岡山站）。

#### 國有化以後
- 1906年12月1日 山陽鐵道國有化。
- 1909年10月12日 線路名稱制定。神戶～下關間、兵庫～和田岬間為山陽本線。
- 1910年7月1日 宇部站開業。
  - 10月25日 上郡～三石間複線化。
- 1911年3月1日 戶田站開業。
  - 6月20日 三石～吉永間複線化。
  - 11月1日 和田岬線 兵庫～和田岬間的旅客營業開始。
- 1912年4月16日 和田岬線 鐘紡前站開業。
  - 6月15日 本鄉～河內間的鄉原信號所開設。
  - 11月20日 八本松～瀨野間的上瀨野信號所開設。
  - 11月27日 上郡～三石間的梨原信號所開設。
- 1913年4月15日 英賀保站開業。
- 1915年5月 幡生～下關間複線化。
- 1916年1月1日 一之宮站改名長門一之宮站（現在的新下關站）。
  - 6月5日 水越站（現在的備後赤坂站）開業。
  - 11月1日 船木站改名厚東站。
- 1917年4月16日 姬路～英賀保間複線化。
  - 7月10日 和氣～萬富間的熊山信號所（現在的熊山站）開設。
  - 7月13日 河內～白市間的入野信號所開設。
  - 9月29日 龍野～那波（現在的相生）間複線化。
  - 12月5日 英賀保～網干間複線化。
- 1918年1月1日 水越站改名備後赤坂站。
- 1919年3月16日 大野浦站開業。
  - 4月1日 金神站改名金光站。
  - 5月1日 那波～有年間複線化。
  - 8月1日 宇品線 廣島～宇品間的旅客營業廢止，編入山陽本線貨物支線。
- 1920年5月16日 四辻站開業。
  - 5月25日 西阿知站開業。
  - 8月1日 向洋站開業。
  - 8月15日 安藝中野站開業。
  - 11月15日 里庄站開業。
- 1921年1月20日 網干～龍野間、萬富～瀨戶間複線化。
  - 3月25日 有年～上郡間、西大寺～中井信號所間複線化。
  - 6月1日 和氣～熊山信號所間複線化。
  - 11月15日 瀨戶～西大寺間複線化。
- 1922年3月6日 吉永～和氣間複線化。
  - 4月1日 信號所改名信號場。
  - 4月1日 由宇～大畠間的神代信號場開設。
  - 7月1日 岡山～庭瀨間複線化。
  - 10月28日 中井信號場～岡山間複線化。中井信號場廢止。
  - 11月10日 西高屋信號場～西条間複線化。
  - 11月20日 瀨野～安藝中野間複線化。
  - 11月30日 西条～八本松間複線化。
  - 12月15日 木原信號場～糸崎間複線化。
  - 12月16日 安藝中野～海田市間複線化。
- 1923年2月1日 大門～福山間複線化。
  - 3月30日 八本松～瀨野間複線化。
  - 4月10日 尾道～木原信號場間複線化。木原信號場廢止。
  - 6月25日 笠岡～大門間複線化。
  - 6月7日 熊山信號場～萬富間複線化。
  - 9月30日 備後赤坂～松永間複線化。
  - 11月10日 鴨方～里庄間複線化。
  - 11月20日 厚狹～埴生間複線化。
  - 12月12日 白市～西高屋信號場間複線化。
  - 12月20日 帶江信號場～倉敷間複線化。
- 1924年1月20日 小月～長府間複線化。
  - 1月25日 庭瀨～帶江信號場間複線化。帶江信號場廢止。
  - 2月11日 河內～白市間複線化。
  - 2月15日 埴生～小月間複線化。
  - 3月5日 金光～鴨方間複線化。
  - 4月2日 玉島（現在的新倉敷）～金光間複線化。
  - 6月1日 本鄉～河內間複線化。
  - 10月25日 小郡（現在的新山口）～嘉川間複線化。
  - 11月15日 西阿知～玉島間複線化。
  - 11月29日 荻路信號場～本鄉間複線化。
  - 11月30日 五日市～廿日市間複線化。
  - 11月8日 德山～戶田間複線化。
  - 12月20日 倉敷～西阿知間複線化。
- 1925年1月15日 三原～荻路信號場間複線化。荻路信號場廢止。
  - 1月15日 里庄～笠岡間複線化。
  - 1月26日 糸崎～三原間複線化。
  - 2月10日 己斐（現在的西廣島）～五日市間複線化。
  - 3月10日 嘉川～阿知須（現在的本由良）間複線化。
  - 3月9日 福山～備後赤坂間複線化。
  - 6月8日 松永～山波信號場間複線化。
  - 8月30日 山波信號場～尾道間複線化。山波信號場廢止。神戶～廣島間的複線化完成。
  - 10月5日 厚東～宇部間複線化。
- 1926年3月15日 橫川～己斐間複線化。
  - 3月25日 大野浦～玖波間複線化。
  - 4月18日 周防富田站（現在的新南陽站）開業。
  - 4月17日 廣島～橫川間複線化。
  - 4月30日 宇部～小野田間複線化。
  - 6月30日 戶田～富海間複線化。
  - 8月13日 小野田～厚狹間複線化。
  - 10月1日 西高屋站開業。
  - 10月10日 大竹～岩國間複線化。
- 1927年3月15日 玖波～大竹間複線化。
  - 3月1日 柳井津（現在的柳井）～田布施間複線化。
  - 10月15日 田布施～岩田間、阿知須～厚東間複線化。
  - 12月20日 大道～四辻間複線化。
- 1928年2月1日 櫛濱站開業。
  - 4月15日 富海～三田尻（現在的防府）間複線化。
  - 6月20日 下松～德山間複線化。
  - 6月25日 四辻～小郡間複線化。
  - 6月27日 廿日市～宮島（現在的宮島口）間複線化。
  - 7月20日 宮島～大野浦間複線化。
  - 8月3日 虹濱（現在的光）～下松間複線化。
  - 11月19日 長府～幡生間變更線路、複線化。長門一之宮站、幡生站轉移。
- 1929年2月3日 岩國站改名麻里布站（現在的岩國站）。
  - 4月20日 柳井港站開業。柳井津站改名柳井站。
- 1930年3月11日 中庄站開業。
  - 6月25日 藤生～由宇間、三田尻～大道間複線化。
  - 8月11日 熊山信號場昇格成熊山站。
- 1931年10月10日 兵庫～鷹取間3線化。神戶～鷹取間高架化。
  - 12月15日 上郡～三石間的梨原信號場廢止。
- 1934年7月20日 神戶～須磨間電氣化。
  - 8月11日 通津站開業。
  - 9月20日 須磨～明石間電氣化。
- 1934年12月1日 現在的岩德線 麻里布（現在的岩國）～周防高森～櫛濱間全通，編入山陽本線。麻里布～柳井～櫛濱間改名柳井線。
- 1937年5月23日 神戶～兵庫間雙複線化。
  - 7月1日 貨物支線 廣島～宇品間的宇品線分離。
- 1938年9月22日 兵庫～鷹取間5線化。
- 1939年8月11日 本郷～河內間的鄉原信號場、河內～白市間的入野信號場廢止。
  - 8月21日 八本松～瀨野間的上瀨野信號場廢止。
- 1941年2月1日 虹濱站改名光站。
- 1942年4月1日 宮島站改名宮島口站、麻里布站改名岩國站、岩國站改名西岩國站。
  - 7月1日 關門隧道開通 下關～門司間開業。幡生～門司間電氣化。只限貨物營業。
  - 10月1日 那波站改名相生站。
  - 11月7日 柳井線 尾津信號場～藤生間複線化。
  - 11月15日 下關～門司間的旅客營業開始。下關站轉移。
- 1943年5月1日 宇部站改名西宇部站（現在的宇部站）。
- 1944年2月1日 海田市～廣島間雙複線化。
  - 4月1日 西明石站開業（開業當時位於現在的東側）。明石～西明石間電氣化。
  - 4月1日 柳井線 大畠～柳井港間複線化。
  - 5月10日 柳井線 由宇～神代信號場間複線化。
  - 9月9日 關門隧道上行線開通。下關～門司間複線化。
  - 9月11日 柳井線 神代信號場～大畠間複線化。
  - 9月29日 柳井線 柳井港～柳井間複線化。
  - 9月30日 柳井線 岩國～尾津信號場間複線化。尾津信號場廢止。
  - 10月4日 柳井線 島田～光間複線化。
  - 10月6日 柳井線 岩田～島田間複線化。現在的山陽本線全線複線化完成。
  - 10月11日 柳井線岩國～柳井～櫛濱間編入山陽本線、岩國～周防高森～櫛濱間改稱岩德線。神代站開業。

#### 日本國有鐵道
- 1950年（昭和25年）6月1日：阿知須站改名為本由良站。
- 1952年（昭和27年）6月20日：南岩國站開業。
- 1953年（昭和28年）12月25日：入野站開業。
- 1954年（昭和29年）4月1日：新長田站開業。
- 1956年（昭和31年）2月15日：岩國站－南岩國站間開設川下信號場。駐日美軍岩國基地專用線（日语：専用鉄道）的分岔點。
- 1957年（昭和32年）3月27日：貨物支線姬路站－姬路市場站間（1.5公里）開業。姬路市場站開業。
- 1958年（昭和33年）4月10日：西明石站－姬路站間電氣化。
- 1959年（昭和34年）
  - 9月22日：姬路站－上郡站間電氣化。
  - 10月16日：厚狹站－埴生站間開設福田信號場通報。
  - 12月26日：玖波站－大竹站間開設小方信號場通報。
- 1960年（昭和35年）
  - 3月31日：小方信號場、福田信號場廢除通報。
  - 4月18日：大竹站－岩國站間開設新港信號場，埴生站－小月站間開設松屋信號場通報。
  - 6月1日：西宇部站－厚狹站間電氣化。
  - 7月25日：新港信號場廢除通報。
  - 9月12日：神代站－大畠站間開設相地信號場，長府站－長門一之宮站間開設滑石信號場通報。松屋信號場廢除通報。
  - 10月1日：上郡站－倉敷站間電氣化。
- 1961年（昭和36年）
  - 2月23日：相地信號場廢除通報。
  - 3月20日：西大寺站改名為東岡山站。
  - 5月：本由良站－厚東站間開設善和信號場。
  - 5月1日：滑石信號場廢除通報。
  - 6月1日：小郡站－西宇部間、厚狹站－幡生站間電氣化。
  - 8月1日：三田尻站－大道站間開設佐波川信號場。
  - 8月21日：宮島口站－大野浦站間開設賀撫津信號場。
  - 9月：善和信號場廢除。
  - 9月6日：倉敷站－三原站間電氣化。
  - 10月：戶田站－富海站間開設田之浴信號場。佐波川信號場廢除。
  - 10月1日：魚住站、東加古川站開業。
  - 12月：賀撫津信號場廢除。
  - 12月21日：廿日市站－宮島口站間開設阿品信號場。
- 1962年（昭和37年）
  - 3月1日：和田岬線鐘紡前站廢除（1948年3月頃起已經休止。
  - 5月10日：田之浴信號場廢除通報。
  - 5月12日：三原站－廣島站間電氣化。
  - 6月：阿品信號場廢除。岩田站－島田站間開設立野信號場。
  - 10月1日：廣島站－橫川站間電氣化。
  - 11月1日：三田尻站改名為防府站。
- 1963年（昭和38年）
  - 6月：立野信號場廢除。
  - 6月28日：橫川站－己斐站間高架化（實際太田川放水路以西，即橫川站－己斐站間大部分路段都是地面路線）。
  - 11月8日：大野浦站－玖波站間開設八坂信號場通報。
- 1964年（昭和39年）
  - 5月12日：八坂信號場廢除。
  - 7月25日：橫川站－小郡站間電氣化，全線電氣化完成。
  - 10月1日：西宇部站改名為宇部站。
- 1965年（昭和40年）3月28日：鷹取站－西明石站間四線化。垂水站附近高架化。
- 1966年（昭和41年）6月15日：作為貨物站的東福山站開業。
- 1968年（昭和43年）
  - 6月20日：朝霧站開業。
  - 9月21日：宇部站－厚狹站間三線化。
- 1969年（昭和44年）
  - 3月1日：作為貨物站的東廣島站（現在的廣島貨物總站）開業。
  - 10月1日：作為貨物站的西岡山站開業。己斐站改名為西廣島站。
- 1974年（昭和49年）9月24日：福山站附近高架化。
- 1975年（昭和50年）3月10日：玉島站改名為新倉敷站，長門一之宮站改名為新下關站。
- 1979年（昭和54年）
  - 4月1日：東福山站開始旅客營業。
  - 11月1日：貨物支線姬路站 - 姬路市場站間（1.5公里）廢除。姬路市場站廢除。
- 1980年（昭和55年）10月1日：周防富田站改名為新南陽站。和田岬線兵庫站－和田岬站間的貨物營業廢除。
- 1984年（昭和59年）
  - 2月1日：兵庫臨港線兵庫站－新川站－神戶市場站間（2.7公里）、新川站－兵庫港站間（1.9公里）廢除。新川站、神戶市場站、兵庫港站、川下信號場廢除。
  - 12月6日：三原站－下關站間啟用CTC。
- 1985年（昭和60年）3月14日：高島站、新井口站開業。
- 1986年（昭和61年）11月1日：上道站與作為貨物站的防府貨物站開業。

#### 民營化以後
- 1987年（昭和62年）4月1日：國鐵分割民營化，神戶站－下關站間由西日本旅客鐵道繼承，下關站－門司站間由九州旅客鐵道繼承。日本貨物鐵道成為神戶站－門司站間的第二種鐵道事業者。
- 1988年（昭和63年）
  - 3月13日：大阪站－神戶站－姬路站間啟用JR神戶線的愛稱。
  - 4月3日：宮內串戶站開業。
- 1989年（平成元年）
  - 3月11日：岡山站－福山站間的快速命名為「SUN Liner（日语：サンライナー）」[13]（後來改名為「Sunliner」）。
  - 8月11日：中野東站、阿品站開業。
- 1990年（平成2年）
  - 3月10日：岡山操車場與貨物站的西岡山站合併而廢除。
  - 3月15日：舊岡山操車場的場所移動到貨物站的西岡山站。
  - 6月26日：三原站附近高架化。三原站－本鄉站間改道，縮短了0.6公里。
- 1991年（平成3年）4月1日：幡生站－下關站間開始一人控制，只限往山陰本線的直通列車[14]。
- 1994年（平成6年）
  - 3月21日：JR貨物的姬路站移動，改名為姬路貨物站。
  - 5月23日：防府站附近高架化。
- 1995年（平成7年）
  - 1月17日：發生阪神·淡路大震災，姬路站－神戶站間無法通行。
  - 1月18日：一部分路段恢復運行（以後分階段開通，不通路段逐步解除）。
  - 1月30日：神戶站－須磨站間當中，上下電車線、內側線復舊。
  - 4月1日：神戶站－西明石站間的上下列車線、外側線復舊。
  - 10月1日：伴隨推出地域鐵道部制度，新倉敷站－糸崎站間由岡山支社直轄交由瀨戶內地域鐵道部（日语：鉄道部）管理，糸崎站（構內除外）－白市站（構內除外）間由廣島支社直轄交由三原地域鐵道部（日语：三原地域鉄道部）管理，岩國站－四辻站（構內除外）間由廣島支社直轄交由德山地域鐵道部（日语：徳山地域鉄道部）管理，四辻站－下關站間由廣島支社直轄交由下關地域鐵道部（日语：下関地域鉄道部）管理[15]。
  - 12月22日：貨物站的東廣島站改名為廣島貨物總站。
- 1996年（平成8年）7月21日：東尾道站開業。
- 1997年（平成9年）3月31日：宇部站－厚狹站間的增線（貨物線）廢除，視為複線。
- 1999年（平成11年）12月4日：快速「Sunliner」開始一人控制[16]。
- 2000年（平成12年）3月11日：前空站開業。
- 2001年（平成13年）7月1日：和田岬線兵庫站－和田岬站間電氣化。
- 2003年（平成15年）
  - 5月12日：加古川站下行線高架化。
  - 5月26日：加古川站上行線高架化，該站的山陽本線部分高架化完成[17]。
  - 10月1日：小郡站改名為新山口站[18]。
  - 12月1日：JR貨物的鷹取站改名為神戶貨物總站。
- 2004年（平成16年）3月13日：天神川站開業[19]。
- 2005年（平成17年）
  - 3月1日：姬路別所站開業[20]。
  - 10月1日：北長瀨站開業。
- 2006年（平成18年）3月26日：姬路站附近高架化。
- 2008年（平成20年）3月15日：須磨海濱公園站、播磨勝原站、西川原站、和木站開業。
- 2009年（平成21年）
  - 6月1日：組織改正，四辻站－厚狹站（構內除外）間的管理由下關地域鐵道部交由山口地域鐵道部（日语：山口地域鉄道部）[21]。
  - 7月12日：網干站－上郡站間啟用ATS-P[22]。
- 2012年（平成24年）度內（日時不明）：防府貨物站廢除。只限併設的防府貨物線外貨運站設施存續至今[23]。
- 2015年（平成27年）3月14日：新白島站開業[24]。
- 2016年（平成28年）
  - 3月26日：東姬路站開業[25][26]。西岡山站改名為岡山貨物總站[27]。
  - 5月12日：上郡站－三原站間（除了兩站構內）啟用包括CTC裝置的運行管理系統[28]。
- 2017年（平成29年）
  - 3月4日：寺家站開業[29]。
  - 6月1日：組織改正，瀨戶內地域鐵道部廢除，該地域鐵道部的管轄路段由岡山支社直轄[30]。
- 2018年（平成30年）
  - 6月1日：組織改正，三原地域鐵道部廢除，該地域鐵道部的管轄路段由廣島支社直轄[30]。
  - 7月6日：發生2018年7月西日本豪雨，相生站－和氣站間、岡山站－下關站間停運[31]。三原站－海田市站間之間多處受到山崩淹沒等災害[32]。
  - 7月7日：和氣站－岡山站間也停運[31]。
  - 7月8日：相生站－上郡站間、新山口站－下關站間恢復運行[33]。
  - 7月9日：瀨戶站－笠岡站間、海田市站－岩國站間、德山站－新山口站間恢復運行[34]。
  - 7月10日：上郡站－瀨戶站間恢復運行[35]。
  - 7月14日：笠岡站－福山站間恢復運行[36]。
  - 7月17日：岩國站－柳井站間恢復運行[37]。
  - 7月18日：福山站－三原站間恢復運行[36]。
  - 8月1日：下松站－德山站間恢復運行[38]。
  - 8月18日：瀨野站－海田市站間恢復運行[39]。
  - 8月21日：白市站－八本松站間恢復運行，至9月8日為止只限在此路段暫定實行折返運行[40]。
  - 9月9日：八本松站－瀨野站間、柳井站－下松站間恢復運行[41]。
  - 9月29日：受颱風潭美的影響，光站－下松站間再發生山崩，柳井站－下松站間再度停運[42]。
  - 9月30日：三原站－白市站間恢復運行[42][43]。
  - 10月13日：柳井站－下松站間恢復運行，豪雨災害發生以來3個月首次全線恢復運行[44][45]。但是在必須慢行的路段，一部分路段仍然暫時適用原來平日時刻表，直至翌年2019年3月15日為止。
- 2020年（令和2年）
  - 4月26日：白市站－西廣島站間啟用D-TAS[46]。
  - 9月：三石站－三原站間與糸崎站－岩國站間各站依次引入車站編號[47][48]。[註 1]
- 2022年（令和4年）3月12日：快速「Sunliner」廢除[49]。

## 車站列表
（貨）：貨物專用站，◆、◇、■：貨物處理站（貨物專用站除外。◇沒有定期貨物列車發着，■是線外貨運站）

### 西日本旅客鐵道

#### 神戶站－姬路站間、兵庫站 - 和田岬站間
此處只記述站名。接續路線、快速停車站等詳細資料參見JR神戶線#車站列表與和田岬線#車站列表。
本線
神戶－兵庫◇－新長田－鷹取、（貨）神戶貨物總站－須磨海濱公園－須磨－鹽屋－垂水－舞子－朝霧－明石－西明石－大久保－魚住－土山－東加古川－加古川－寶殿◇－曾根－姬路別所、（貨）姬路貨物－御着◇－東姬路－姬路
支線（和田岬線）
兵庫－和田岬

#### 姬路站－上郡站間
- 停靠站
  - 新快速、快速、普通…此路段停靠所有旅客站。
  - 特急…參見#優等列車的各列車條目。

| 中文站名     | 日文站名     | 英文站名     | 站間營業距離 | 累計 營業距離 | 累計 營業距離 | 接續路線                                                                                             | 所在地                             | 所在地                             | 所在地                             |
| 中文站名     | 日文站名     | 英文站名     | 站間營業距離 | 神戶 起計     | 東京 起計     | 接續路線                                                                                             | 所在地                             | 所在地                             | 所在地                             |
| ------------ | ------------ | ------------ | ------------ | ------------- | ------------- | --- | ---------------------------------- | ---------------------------------- | ---------------------------------- |
| 直通運行路段 | 直通運行路段 | 直通運行路段 | 直通運行路段 | 直通運行路段  | 直通運行路段  | 山陽本線（JR神戶線）神戶、大阪方向                                                                   | 山陽本線（JR神戶線）神戶、大阪方向 | 山陽本線（JR神戶線）神戶、大阪方向 | 山陽本線（JR神戶線）神戶、大阪方向 |
| 姬路         |              |              | -            | 54.8          | 644.3         | 西日本旅客鐵道： 山陽新幹線、 山陽本線（JR神戶線）、 播但線、 姬新線 山陽電氣鐵道：本線 （山陽姬路） | 兵庫縣                             | 姬路市                             | 姬路市                             |
| 英賀保       |              |              | 4.6          | 59.4          | 648.9         | | 兵庫縣                             | 姬路市                             | 姬路市                             |
| 播磨勝原     |              |              | 2.8          | 62.2          | 651.7         | | 兵庫縣                             | 姬路市                             | 姬路市                             |
| 網干         |              |              | 2.9          | 65.1          | 654.6         | | 兵庫縣                             | 姬路市                             | 姬路市                             |
| 龍野         |              |              | 5.9          | 71.0          | 660.5         | | 兵庫縣                             | 龍野市                             | 龍野市                             |
| 相生         |              |              | 4.5          | 75.5          | 665.0         | 西日本旅客鐵道： 山陽新幹線、 赤穗線                                                                 | 兵庫縣                             | 相生市                             | 相生市                             |
| 有年         |              |              | 7.6          | 83.1          | 672.6         | | 兵庫縣                             | 赤穗市                             | 赤穗市                             |
| 上郡         |              |              | 6.5          | 89.6          | 679.1         | 西日本旅客鐵道： 山陽本線（岡山方向） 智頭急行：智頭線                                               | 兵庫縣                             | 赤穗郡上郡町                       | 赤穗郡上郡町                       |
| 直通運行路段 | 直通運行路段 | 直通運行路段 | 直通運行路段 | 直通運行路段  | 直通運行路段  | 山陽本線岡山方向                                                                                     | 山陽本線岡山方向                   | 山陽本線岡山方向                   | 山陽本線岡山方向                   |

#### 上郡站－岡山站間
- 停靠站
  - 普通…停靠所有旅客站。
  - 特急…參見#優等列車各列車條目。

| 車站編號     | 中文站名                 | 日文站名     | 英文站名     | 站間營業距離 | 累計 營業距離 | 累計 營業距離 | 接續路線 | 所在地                 | 所在地                 | 所在地                 |
| 車站編號     | 中文站名                 | 日文站名     | 英文站名     | 站間營業距離 | 神戶 起計     | 東京 起計     | 接續路線 | 所在地                 | 所在地                 | 所在地                 |
| ------------ | ------------------------ | ------------ | ------------ | ------------ | ------------- | ------------- | --- | ---------------------- | ---------------------- | ---------------------- |
| 直通運行路段 | 直通運行路段             | 直通運行路段 | 直通運行路段 | 直通運行路段 | 直通運行路段  | 直通運行路段  | 山陽本線直通往姬路方向 | 山陽本線直通往姬路方向 | 山陽本線直通往姬路方向 | 山陽本線直通往姬路方向 |
|              | 上郡                     |              |              | -            | 89.6          | 679.1         | 西日本旅客鐵道： 山陽本線（姬路方向） 智頭急行：智頭線 | 兵庫縣                 | 赤穗郡上郡町           | 赤穗郡上郡町           |
| JR-S11       | 三石                     |              |              | 12.8         | 102.4         | 691.9         | | 岡山縣                 | 備前市                 | 備前市                 |
| JR-S10       | 吉永                     |              |              | 7.1          | 109.5         | 699.0         | | 岡山縣                 | 備前市                 | 備前市                 |
| JR-S09       | 和氣                     |              |              | 5.3          | 114.8         | 704.3         | | 岡山縣                 | 和氣郡和氣町           | 和氣郡和氣町           |
| JR-S08       | 熊山                     |              |              | 4.6          | 119.4         | 708.9         | | 岡山縣                 | 赤磐市                 | 赤磐市                 |
| JR-S07       | 萬富                     |              |              | 4.1          | 123.5         | 713.0         | | 岡山縣                 | 岡山市                 | 東區                   |
| JR-S06       | 瀨戶                     |              |              | 4.5          | 128.0         | 717.5         | | 岡山縣                 | 岡山市                 | 東區                   |
| JR-S05       | 上道                     |              |              | 4.7          | 132.7         | 722.2         | | 岡山縣                 | 岡山市                 | 東區                   |
| JR-S04       | 東岡山                   |              |              | 3.4          | 136.1         | 725.6         | 西日本旅客鐵道： 赤穗線 | 岡山縣                 | 岡山市                 | 中區                   |
| JR-S03       | 高島                     |              |              | 2.8          | 138.9         | 728.4         | | 岡山縣                 | 岡山市                 | 中區                   |
| JR-S02       | 西川原 （西川原·就實站） |              |              | 1.9          | 140.8         | 730.3         | | 岡山縣                 | 岡山市                 | 中區                   |
| JR-S01       | 岡山                     |              |              | 2.6          | 143.4         | 732.9         | 西日本旅客鐵道： 山陽新幹線、 山陽本線（福山方向）、 伯備線、 津山線、宇野線（ 宇野港線、 瀨戶大橋線）、 吉備線（桃太郎線） 岡山電氣軌道：東山本線 …岡山站前 | 岡山縣                 | 岡山市                 | 北區                   |
| 直通運行路段 | 直通運行路段             | 直通運行路段 | 直通運行路段 | 直通運行路段 | 直通運行路段  | 直通運行路段  | 山陽本線（福山方向） | 山陽本線（福山方向）   | 山陽本線（福山方向）   | 山陽本線（福山方向）   |

#### 岡山站－福山站間
- 停靠站
  - 普通…停靠所有旅客站。
  - 特急…參見#優等列車的各列車條目。

| 車站編號     | 中文站名           | 日文站名     | 英文站名     | 站間營業距離 | 累計 營業距離 | 累計 營業距離 | 接續路線 | 所在地               | 所在地               | 所在地 |
| 車站編號     | 中文站名           | 日文站名     | 英文站名     | 站間營業距離 | 神戶 起計     | 東京 起計     | 接續路線 | 所在地               | 所在地               | 所在地 |
| ------------ | ------------------ | ------------ | ------------ | ------------ | ------------- | ------------- | --- | -------------------- | -------------------- | ------ |
| 直通運行路段 | 直通運行路段       | 直通運行路段 | 直通運行路段 | 直通運行路段 | 直通運行路段  | 直通運行路段  | 山陽本線（瀨戶方向） | 山陽本線（瀨戶方向） | 山陽本線（瀨戶方向） |        |
| JR-W01       | 岡山               |              |              | -            | 143.4         | 732.9         | 西日本旅客鐵道： 山陽新幹線、 山陽本線（瀨戶方向）、 津山線、宇野線（ 宇野港線、 瀨戶大橋線）、 吉備線（桃太郎線） 岡山電氣軌道：東山本線 …岡山站前 | 岡山縣               | 岡山市北區           |        |
|              | （貨）岡山貨物總站 |              | /            | 2.5          | 145.9         | 735.4         | | 岡山縣               | 岡山市北區           |        |
| JR-W02       | 北長瀨             |              |              | 0.9          | 146.8         | 736.3         | | 岡山縣               | 岡山市北區           |        |
| JR-W03       | 庭瀨               |              |              | 3.1          | 149.9         | 739.4         | | 岡山縣               | 岡山市北區           |        |
| JR-W04       | 中                 |              |              | 4.7          | 154.6         | 744.1         | | 岡山縣               | 倉敷市               |        |
| JR-W05       | 倉敷               |              |              | 4.7          | 159.3         | 748.8         | 西日本旅客鐵道： 伯備線 水島臨海鐵道：水島本線 …倉敷市                                                                                              | 岡山縣               | 倉敷市               |        |
| JR-W06       | 西阿知             |              |              | 4.0          | 163.3         | 752.8         | | 岡山縣               | 倉敷市               |        |
| JR-W07       | 新倉敷             |              |              | 5.3          | 168.6         | 758.1         | 西日本旅客鐵道： 山陽新幹線 | 岡山縣               | 倉敷市               |        |
| JR-W08       | 金光               |              |              | 6.3          | 174.9         | 764.4         | | 岡山縣               | 淺口市               |        |
| JR-W09       | 鴨方               |              |              | 3.5          | 178.4         | 767.9         | | 岡山縣               | 淺口市               |        |
| JR-W10       | 里                 |              |              | 4.0          | 182.4         | 771.9         | | 岡山縣               | 淺口郡里町           |        |
| JR-W11       | 笠岡               |              |              | 4.7          | 187.1         | 776.6         | | 岡山縣               | 笠岡市               |        |
| JR-W12       | 大門               |              |              | 7.1          | 194.2         | 783.7         | | 廣島縣               | 福山市               |        |
| JR-W13       | 東福山◆            |              |              | 3.3          | 197.5         | 787.0         | | 廣島縣               | 福山市               |        |
| JR-W14       | 福山◇              |              |              | 4.2          | 201.7         | 791.2         | 西日本旅客鐵道： 山陽新幹線、 山陽本線（三原方向）、 福鹽線                                                                                         | 廣島縣               | 福山市               |        |
| 直通運行路段 | 直通運行路段       | 直通運行路段 | 直通運行路段 | 直通運行路段 | 直通運行路段  | 直通運行路段  | 山陽本線（三原方向） | 山陽本線（三原方向） | 山陽本線（三原方向） |        |

#### 福山站－三原站間
- 定期普通列車（包括快速）在此路段停靠所有旅客站。

| 車站編號     | 中文站名     | 日文站名     | 英文站名     | 站間營業距離 | 累計 營業距離 | 累計 營業距離 | 接續路線                                                    | 所在地               | 所在地               | 所在地 |
| 車站編號     | 中文站名     | 日文站名     | 英文站名     | 站間營業距離 | 神戶 起計     | 東京 起計     | 接續路線                                                    | 所在地               | 所在地               | 所在地 |
| ------------ | ------------ | ------------ | ------------ | ------------ | ------------- | ------------- | ----------------------------------------------------------- | -------------------- | -------------------- | ------ |
| 直通運行路段 | 直通運行路段 | 直通運行路段 | 直通運行路段 | 直通運行路段 | 直通運行路段  | 直通運行路段  | 山陽本線（岡山方向）                                        | 山陽本線（岡山方向） | 山陽本線（岡山方向） |        |
| JR-X14       | 福山◇        |              |              | -            | 201.7         | 791.2         | 西日本旅客鐵道： 山陽新幹線、 山陽本線（岡山方向）、 福鹽線 | 廣島縣               | 福山市               |        |
| JR-X15       | 備後赤坂     |              |              | 5.8          | 207.5         | 797.0         |                                                             | 廣島縣               | 福山市               |        |
| JR-X16       | 松永         |              |              | 4.9          | 212.4         | 801.9         |                                                             | 廣島縣               | 福山市               |        |
| JR-X17       | 東尾道       |              |              | 2.9          | 215.3         | 804.8         |                                                             | 廣島縣               | 尾道市               |        |
| JR-X18       | 尾道         |              |              | 6.5          | 221.8         | 811.3         |                                                             | 廣島縣               | 尾道市               |        |
| JR-X19       | 糸崎■        |              |              | 9.1          | 230.9         | 820.4         |                                                             | 廣島縣               | 三原市               |        |
| JR-X20       | 三原         |              |              | 2.4          | 233.3         | 822.8         | 西日本旅客鐵道： 山陽新幹線、 山陽本線（三原方向）、 吳線   | 廣島縣               | 三原市               |        |
| 直通運行路段 | 直通運行路段 | 直通運行路段 | 直通運行路段 | 直通運行路段 | 直通運行路段  | 直通運行路段  | 山陽本線（廣島方向）                                        | 山陽本線（廣島方向） | 山陽本線（廣島方向） |        |

#### 糸崎站－白市站間
- 定期普通列車（包括快速）在此路段停靠所有旅客站。

| 車站編號     | 中文站名     | 日文站名     | 英文站名     | 站間營業距離 | 累計 營業距離 | 累計 營業距離 | 接續路線                              | 所在地               | 所在地               | 所在地 |
| 車站編號     | 中文站名     | 日文站名     | 英文站名     | 站間營業距離 | 神戶 起計     | 東京 起計     | 接續路線                              | 所在地               | 所在地               | 所在地 |
| ------------ | ------------ | ------------ | ------------ | ------------ | ------------- | ------------- | ------------------------------------- | -------------------- | -------------------- | ------ |
| 直通運行路段 | 直通運行路段 | 直通運行路段 | 直通運行路段 | 直通運行路段 | 直通運行路段  | 直通運行路段  | 山陽本線（福山方向）                  | 山陽本線（福山方向） | 山陽本線（福山方向） |        |
| JR-G17       | 糸崎■        |              |              | -            | 230.9         | 820.4         | 西日本旅客鐵道： 山陽本線（福山方向） | 廣島縣               | 三原市               |        |
| JR-G16       | 三原         |              |              | 2.4          | 233.3         | 822.8         | 西日本旅客鐵道： 山陽新幹線、 吳線    | 廣島縣               | 三原市               |        |
| JR-G15       | 本鄉         |              |              | 9.5          | 242.8         | 832.3         |                                       | 廣島縣               | 三原市               |        |
| JR-G14       | 河內         |              |              | 12.3         | 255.1         | 844.6         |                                       | 廣島縣               | 東廣島市             |        |
| JR-G13       | 入野         |              |              | 4.4          | 259.5         | 849.0         |                                       | 廣島縣               | 東廣島市             |        |
| JR-G12       | 白市         |              |              | 4.4          | 263.9         | 853.4         | 西日本旅客鐵道： 山陽本線（廣島方向） | 廣島縣               | 東廣島市             |        |
| 直通運行路段 | 直通運行路段 | 直通運行路段 | 直通運行路段 | 直通運行路段 | 直通運行路段  | 直通運行路段  | 山陽本線（廣島方向）                  | 山陽本線（廣島方向） | 山陽本線（廣島方向） |        |

#### 白市站－岩國站間
此處只記述站名。接續路線、快速停車站等的詳細資料參見山陽本線 (廣島地區)#車站列表。
本線
白市－西高屋－西條－寺家－八本松－瀨野－中野東－安藝中野－海田市－向洋－天神川－（貨）廣島貨物總站－廣島－新白島－橫川－西廣島－新井口－五日市－廿日市－宮內串戶－阿品－宮島口－前空－大野浦－玖波－大竹◆－和木－岩國◆

#### 岩國站－下關站間
- 定期普通列車（包括快速）在此路段停靠所有旅客站。
- 此路段所有車站都位於山口縣。

| 中文站名     | 日文站名     | 英文站名     | 站間營業距離 | 累計 營業距離 | 累計 營業距離 | 接續路線                                                           | 所在地               |
| 中文站名     | 日文站名     | 英文站名     | 站間營業距離 | 神戶 起計     | 東京 起計     | 接續路線                                                           | 所在地               |
| ------------ | ------------ | ------------ | ------------ | ------------- | ------------- | ------------------------------------------------------------------ | -------------------- |
| 直通運行路段 | 直通運行路段 | 直通運行路段 | 直通運行路段 | 直通運行路段  | 直通運行路段  | 山陽本線（廣島方向）                                               | 山陽本線（廣島方向） |
| 岩國◆        |              |              | -            | 346.1         | 935.6         | 西日本旅客鐵道： 山陽本線（廣島方向）、岩德線 錦川鐵道：錦川清流線 | 岩國市               |
| 南岩國       |              |              | 4.6          | 350.7         | 940.2         |                                                                    | 岩國市               |
| 藤生         |              |              | 2.7          | 353.4         | 942.9         |                                                                    | 岩國市               |
| 通津         |              |              | 5.2          | 358.6         | 948.1         |                                                                    | 岩國市               |
| 由宇         |              |              | 3.0          | 361.6         | 951.1         |                                                                    | 岩國市               |
| 神代         |              |              | 5.2          | 366.8         | 956.3         |                                                                    | 岩國市               |
| 大畠         |              |              | 5.1          | 371.9         | 961.4         |                                                                    | 柳井市               |
| 柳井港       |              |              | 4.5          | 376.4         | 965.9         |                                                                    | 柳井市               |
| 柳井         |              |              | 2.8          | 379.2         | 968.7         |                                                                    | 柳井市               |
| 田布施       |              |              | 6.2          | 385.4         | 974.9         |                                                                    | 熊毛郡田布施町       |
| 岩田         |              |              | 5.5          | 390.9         | 980.4         |                                                                    | 光市                 |
| 島田         |              |              | 5.0          | 395.9         | 985.4         |                                                                    | 光市                 |
| 光           |              |              | 4.8          | 400.7         | 990.2         |                                                                    | 光市                 |
| 下松◇        |              |              | 6.2          | 406.9         | 996.4         |                                                                    | 下松市               |
| 櫛濱         |              |              | 4.6          | 411.5         | 1001.0        | 西日本旅客鐵道：岩德線                                             | 周南市               |
| 德山         |              |              | 3.4          | 414.9         | 1004.4        | 西日本旅客鐵道： 山陽新幹線                                        | 周南市               |
| 新南陽◆      |              |              | 4.1          | 419.0         | 1008.5        |                                                                    | 周南市               |
| 福川         |              |              | 2.9          | 421.9         | 1011.4        |                                                                    | 周南市               |
| 戶田         |              |              | 3.8          | 425.7         | 1015.2        |                                                                    | 周南市               |
| 富海         |              |              | 8.5          | 434.2         | 1023.7        |                                                                    | 防府市               |
| 防府         |              |              | 7.2          | 441.4         | 1030.9        |                                                                    | 防府市               |
| 大道         |              |              | 7.8          | 449.2         | 1038.7        |                                                                    | 防府市               |
| 四辻         |              |              | 4.8          | 454.0         | 1043.5        |                                                                    | 山口市               |
| 新山口       |              |              | 5.2          | 459.2         | 1048.7        | 西日本旅客鐵道： 山陽新幹線、山口線、宇部線                        | 山口市               |
| 嘉川         |              |              | 4.0          | 463.2         | 1052.7        |                                                                    | 山口市               |
| 本由良       |              |              | 4.5          | 467.7         | 1057.2        |                                                                    | 山口市               |
| 厚東         |              |              | 10.3         | 478.0         | 1067.5        |                                                                    | 宇部市               |
| 宇部◆        |              |              | 6.5          | 484.5         | 1074.0        | 西日本旅客鐵道：宇部線                                             | 宇部市               |
| 小野田       |              |              | 3.5          | 488.0         | 1077.5        | 西日本旅客鐵道：小野田線                                           | 山陽小野田市         |
| 厚狹◇        |              |              | 6.3          | 494.3         | 1083.8        | 西日本旅客鐵道： 山陽新幹線、美禰線                                | 山陽小野田市         |
| 埴生         |              |              | 8.3          | 502.6         | 1092.1        |                                                                    | 山陽小野田市         |
| 小月         |              |              | 6.2          | 508.8         | 1098.3        |                                                                    | 下關市               |
| 長府         |              |              | 6.2          | 515.0         | 1104.5        |                                                                    | 下關市               |
| 新下關◇      |              |              | 5.9          | 520.9         | 1110.4        | 西日本旅客鐵道： 山陽新幹線                                        | 下關市               |
| 幡生         |              |              | 3.7          | 524.6         | 1114.1        | 西日本旅客鐵道：山陰本線                                           | 下關市               |
| 幡生操車場   |              | /            | 0.8          | 525.4         | 1114.9        |                                                                    | 下關市               |
| 下關◆        |              |              | 2.7          | 528.1         | 1117.6        | 九州旅客鐵道：山陽本線（門司方向）                                 | 下關市               |

### 九州旅客鐵道
為方便起見，記載至所有列車都直通的鹿兒島本線小倉站為止。
- ：特定都區市內制度下「北九州市內」地域車站

| 電氣化方式   | 路線名稱     | 車站編號                         | 中文站名             | 日文站名     | 英文站名     | 站間營業距離 | 累計營業距離 | 累計營業距離 | 累計營業距離 | 接續路線 | 所在地                                           | 所在地                                           | 所在地                                           |
| 電氣化方式   | 路線名稱     | 車站編號                         | 中文站名             | 日文站名     | 英文站名     | 站間營業距離 | 下關 起計    | 神戶 起計    | 東京 起計    | 接續路線 | 所在地                                           | 所在地                                           | 所在地                                           |
| ------------ | ------------ | -------------------------------- | -------------------- | ------------ | ------------ | ------------ | ------------ | ------------ | ------------ | --- | ------------------------------------------------ | ------------------------------------------------ | ------------------------------------------------ |
| 直流電       | 山陽本線     | JA53                             | 下關◆                |              |              | -            | 0.0          | 528.1        | 1117.6       | 西日本旅客鐵道：山陽本線（德山方向）、山陰本線 | 山口縣下關市                                     | 山口縣下關市                                     | 山口縣下關市                                     |
| 直流電       | 山陽本線     | （此段通過關門隧道橫斷關門海峽） |                      |              |              |              |              |              |              | |                                                  |                                                  |                                                  |
| 交流電       | 山陽本線     | JA52                             | 門司                 |              |              | 6.3          | 6.3          | 534.4        | 1123.9       | 九州旅客鐵道： 鹿兒島本線（門司港方向）（JA29） | 福岡縣                                           | 北九州市                                         | 門司區                                           |
| 交流電       | 鹿兒島本線   |                                  | （貨）北九州貨物總站 |              | /            | 1.4          | 7.7          | 535.8        | 1125.3       | | 福岡縣                                           | 北九州市                                         | 小倉北區                                         |
| 交流電       | 鹿兒島本線   |                                  | （貨）東小倉         |              | /            | 2.5          | 10.2         | 538.3        | 1127.8       | | 福岡縣                                           | 北九州市                                         | 小倉北區                                         |
| 交流電       | 鹿兒島本線   | JA51                             | 小倉                 |              |              | 1.6          | 11.8         | 539.9        | 1129.4       | 九州旅客鐵道： 鹿兒島本線（博多方向）（JA28）、 日豐本線（JF01）、 日田彥山線（JI01） 西日本旅客鐵道： 山陽新幹線 北九州高速鐵道：小倉線（01）（單軌電車） | 福岡縣                                           | 北九州市                                         | 小倉北區                                         |
| 直通運行路段 | 直通運行路段 | 直通運行路段                     | 直通運行路段         | 直通運行路段 | 直通運行路段 | 直通運行路段 | 直通運行路段 | 直通運行路段 | 直通運行路段 | 小倉站：途經鹿兒島本線博多方向、日豐本線行橋方向 | 小倉站：途經鹿兒島本線博多方向、日豐本線行橋方向 | 小倉站：途經鹿兒島本線博多方向、日豐本線行橋方向 | 小倉站：途經鹿兒島本線博多方向、日豐本線行橋方向 |

### 廢除路段
（）內是起點起計的營業距離。
貨物支線：兵庫臨港線（1984年廢除）
兵庫站（0.0公里）－新川站（1.5公里）－神戶市場站（2.7公里）
新川站（0.0公里）－兵庫港站（1.9公里）
貨物支線（1979年廢除）
姬路站（0.0公里）－姬路市場站（1.5公里）
貨物支線（1942年廢除）
下關站（0.0公里）－下關港站（1.3公里）

### 廢站、廢除信號場
（）內是神戶站起計的營業距離。廢除路段與和田岬線除外。
- 明石操車場：明石站－西明石站間（22.4公里）
- 小久保信號場：西明石站附近（約22.9公里）
- 魚住信號場：魚住站附近（29.0公里）
- 平岡信號場：東加古川站－加古川站間（35.9公里）
- 林田川臨時信號場：網干站－龍野站間（約67.2公里）
- 西原信號場：相生站－有年站間（78.9公里）
- 千種川臨時信號場：有年站－上郡站間（約88.2公里）
- 栗原信號場：上郡站－三石站間（約94.0公里）
- 梨原信號場：上郡站－三石站間（97.9公里）
- 谷村信號場：三石站－吉永站間（約105.5公里）
- 金剛川臨時信號場：吉永站－和氣站間（約112.5公里）
- 砂川臨時信號場：瀨戶站－上道站間（約129.6公里）
- 百間川臨時信號場：高島站－西川原站間（140.0公里）
- 中井信號場：現在的西川原站附近（140.6公里）
- 岡山操車場：岡山站－西岡山站間（145.9公里）
- 高梁臨時信號所：倉敷站－西阿知站間（約162.5公里）
- 金浦臨時信號場：笠岡站－大門站間（188.7公里）
- 金浦信號場：笠岡站－大門站間（約190.6公里）
- 山波信號場：東尾道站－尾道站間（216.9公里）
- 木原信號場：尾道站－三原站間（226.2公里）
- 荻路信號場：三原站－本鄉站間（238.3公里）
- 鄉原信號場：本鄉站－河內站間（250.0公里）
- 入野信號場：河內站－入野站間（259.3公里）
- 上瀬野信號場（日语：上瀬野信号所）：八本松站－瀨野站間（284.2公里）
- 阿品信號場：阿品站附近（324.7公里）

- 賀撫津信號場：宮島口站－大野浦站間（328.2公里）
- 八坂信號場：大野浦站－玖波站間（334.4公里）
- 小方信號場：玖波站－大竹站間（338.6公里）
- 新港信號場：大竹站－岩國站間（343.3公里）
- 川下信號場：岩國站－南岩國站間（348.0公里） …駐日美軍岩國基地專用線（日语：専用鉄道）分岔點。
- 尾津信號場：岩國站－南岩國站間（349.4公里）
- 東原臨時信號場：神代站－大畠站間（368.7公里）
- 西原臨時信號場：神代站－大畠站間（369.1公里）
- 相地信號場：神代站－大畠站間（369.2公里）
- 神代站（初代）：現在的神代站－大畠站間 （約370.4公里）
- 立野信號場：岩田站－島田站間（394.0公里）
- 田之浴信號場：戶田站－富海站間（432.9公里）
- 防府貨物站（日语：防府貨物駅）：富海站－防府站間（437.2公里）…末期只限以線外貨運站營業，貨物站設施移至處理。
- 牟禮臨時信號場：富海站－防府站間（437.6公里）
- 佐波川信號場：防府站－大道站間（445.7公里）
- 上清水信號場：本由良站－厚東站間（472.7公里）
- 善和信號場：本由良站－厚東站間（475.8公里）
- 炭山信號場：厚狹站－埴生站間（498.9公里）
- 福田信號場：厚狹站－埴生站間（499.5公里）
- 松屋信號場：埴生站－小月站間（505.8公里）
- 滑石信號場：長府站－新下關站間（517.0公里）
- 櫻山信號場：幡生站－下關站間

### 過去的接續路線
神戶站－姬路站間參見JR神戶線#過去的接續路線
- 網干站：北澤產業網干鐵道（日语：北沢産業網干鉄道）
- 網干站：播電鐵道（日语：播電鉄道）
- 有年站：赤穗鐵道（日语：赤穂鉄道）
- 和氣站：同和礦業片上鐵道（日语：同和鉱業片上鉄道）
- 東岡山站：西大寺鐵道
- 笠岡站：井笠鐵道（日语：井笠鉄道）本線
- 福山站：鞆鐵道線（日语：鞆鉄道線）
- 尾道站：尾道鐵道（日语：尾道鉄道）
- 廣島站：宇品線
- 岩國站：岩國電氣軌道（日语：岩国電気軌道）
- 防府站：防石鐵道（日语：防石鉄道）
- 新山口站：大日本軌道（日语：大日本軌道）山口支社（日语：大日本軌道山口支社）線
- 宇部站：船木鐵道（日语：船木鉄道）
- 小月站：長門鐵道（日语：長門鉄道）
- 幡生站：山陽電氣軌道（日语：山陽電気軌道）
- 下關站：山陽電氣軌道